# 곤충
곤충(昆蟲, insect)은 절지동물문 곤충강에 속하는 동물이다. 분류학적으로는 곤충강에 묶여있다.
몸의 마디는 크게 머리, 가슴, 배로 나뉘며 다리는 보통 가슴 부위에 6개가 달려있다. 간혹 퇴화하여 다리가 4개인 것들도 있다. 이 때문에 최근에는 곤충을 육각아문(Phylum Hexapoda)으로 분류하기도 한다.:622 곤충은 크게 보아 날개가 있는 것과 없는 것으로 나눌수 있다. 날개가 없는 것은 좀과에 속하는 것이 대표적이며 이들이 아마 곤충류의 공통조상과 가장 근접할 것이라고 추정된다.:622 가장 오래된 곤충 화석은 약 3억 8천만년 된 톡토기류 화석이다. 날개가 없는 곤충류를 무시아강, 날개가 있는 곤충류는 유시아강으로 분류한다. 시(翅)는 곤충류의 날개를 뜻하는 한자이다.
곤충은 알에서 태어나 애벌레 시기를 보내며 껍질을 벗으며 자란다. 애벌레가 껍질을 벗고 몸을 키우는 것을 탈피(脫皮)라고 한다. 곤충은 단단한 키틴질로 외골격을 만들고 내부의 장기는 부드러운 상태이기 때문에 애벌레가 어느 정도 자라면 겉껍질이 작아지게 된다. 몸을 더 키우려면 탈피를 하고 새 껍질을 마련하는 수 밖에 없다. 탈피를 하는 동안에는 숨조차 쉬지 않고 탈피를 마치면 한 동안은 껍질이 약해서 상처가 나기 쉽다. 탈피는 쉬운 일이 아니어서 간혹 탈피를 하다가 죽기도 한다. 탈피를 하다 날개가 터지거나 다치고 아니면 다른 부위가 잘못 되어 날지 못하거나 하면 다른 것을 하는데 능숙하게 할 수 없기도 하다. 어른벌레(성충, 成蟲)가 되는 시기는 곤충의 종류마다 다르다. 모기는 7일에서 14일 동안 애벌레 시기를 가지며 매미는 종류에 따라 13년이나 17년까지도 애벌레로 사는 경우가 있다.
곤충이 성충이 되는 것을 변태(變態, 탈바꿈)라고 한다. 변태는 애벌레 때의 모습이 어느 정도 남아 있으면서 탈피를 통해 성충이 되는 불완전변태와 번데기라는 특별한 과정을 통해 전혀 다른 모양이 되는 완전변태가 있다.:624 잠자리는 불완전변태를 하고 나방은 완전변태를 한다.
곤충은 저마다 독특한 삶을 산다. 어떤 것은 땅 속이나 물 속에 살고 어떤 것은 날아다닌다. 곤충의 종류는 모두 100만 종이 넘게 알려져 있지만 학자들은 아직까지도 발견하지 못한 종이 더 많을 것이라고 생각하고 있다.:622 이렇게 다양한 곤충이 있다 보니 사람과도 다양한 관계를 맺는다. 사람들은 해를 주는 곤충인 해충과 도움을 주는 곤충인 익충을 구분하지만 곤충의 입장에선 그저 자신이 살던대로 살아갈 뿐이다.

## 곤충과 다른 벌레의 구별

### 구별되는 특징
보통 곤충과 기타 육상 절지동물을 한데 합쳐 통칭 벌레(bugs)라고 부른다. 곤충학자는 영어명 "bug"라는 명칭을 매미와 노린재과에 속하는 노린재목만을 "Ture bug"라고 협소한 정의로 부르고 있다. 순각류(지네류), 노래기강, 쥐며느리류, 거미, 응애, 전갈목과 같은 기타 육상 절지동물이 관절 외골격을 가지고 있기 때문에 곤충과 혼동되기도 한다. 곤충 성체는 절지동물 중 유일하게 날개를 가지고 있으며, 가슴에 최대 두 쌍의 날개가 붙어 있다. 날개가 있든 없든 성충은 머리, 가슴, 배로 이루어진 마디로 구분할 수 있으며 가슴에는 세 쌍의 다리가 붙여 있다.

곤충 및 곤충과 혼동되는 기타 절지동물의 분류
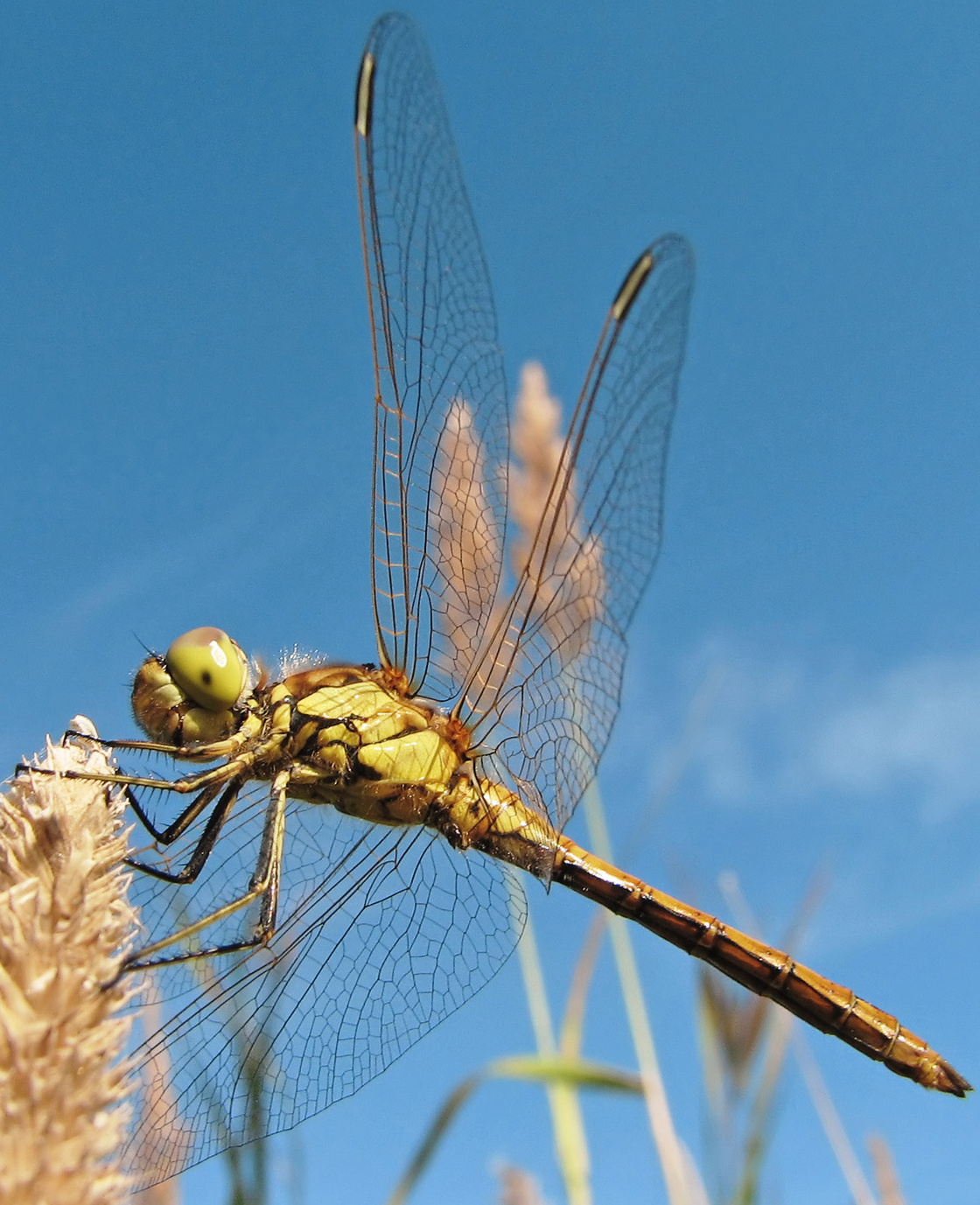
곤충: 다리 6개, 3개 마디를 가진 몸 (머리, 가슴, 배), 두 쌍 이상의 날개를 가지고 있다.
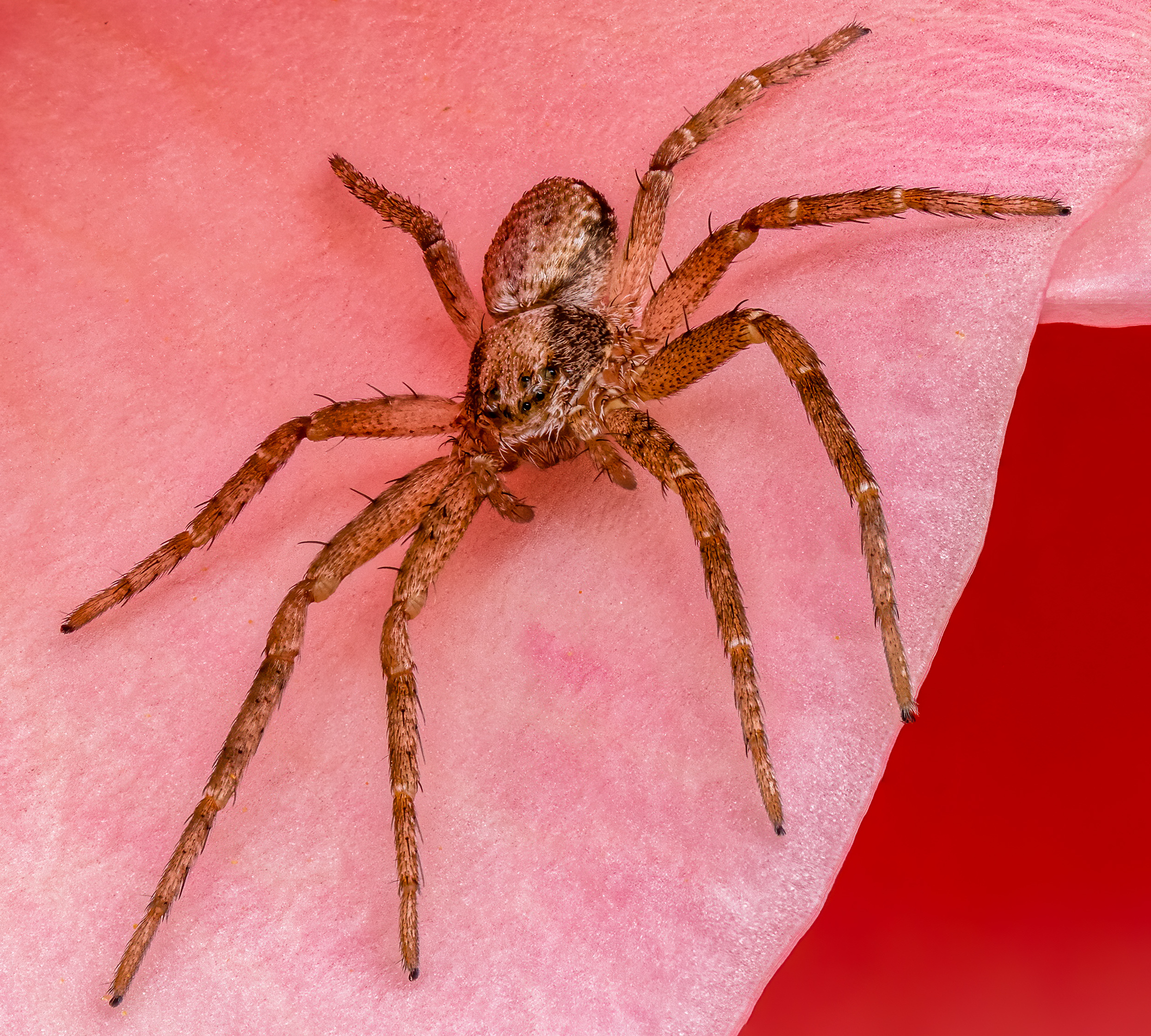
거미: 다리 8개, 2개 마디를 가진 몸
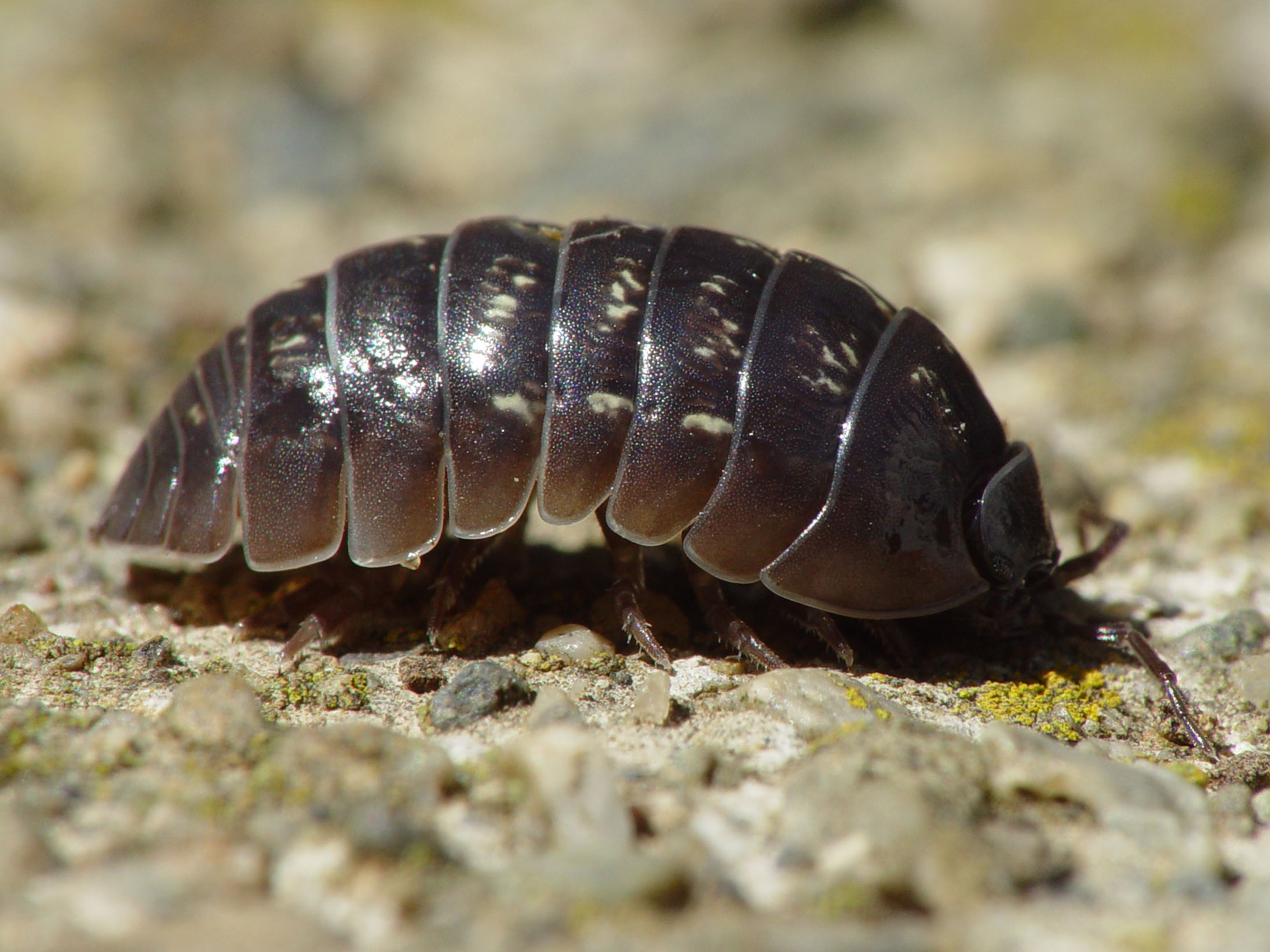
쥐며느리류: 다리 7쌍, 7개 마디를 가진 몸(꼬리와 머리 포함)
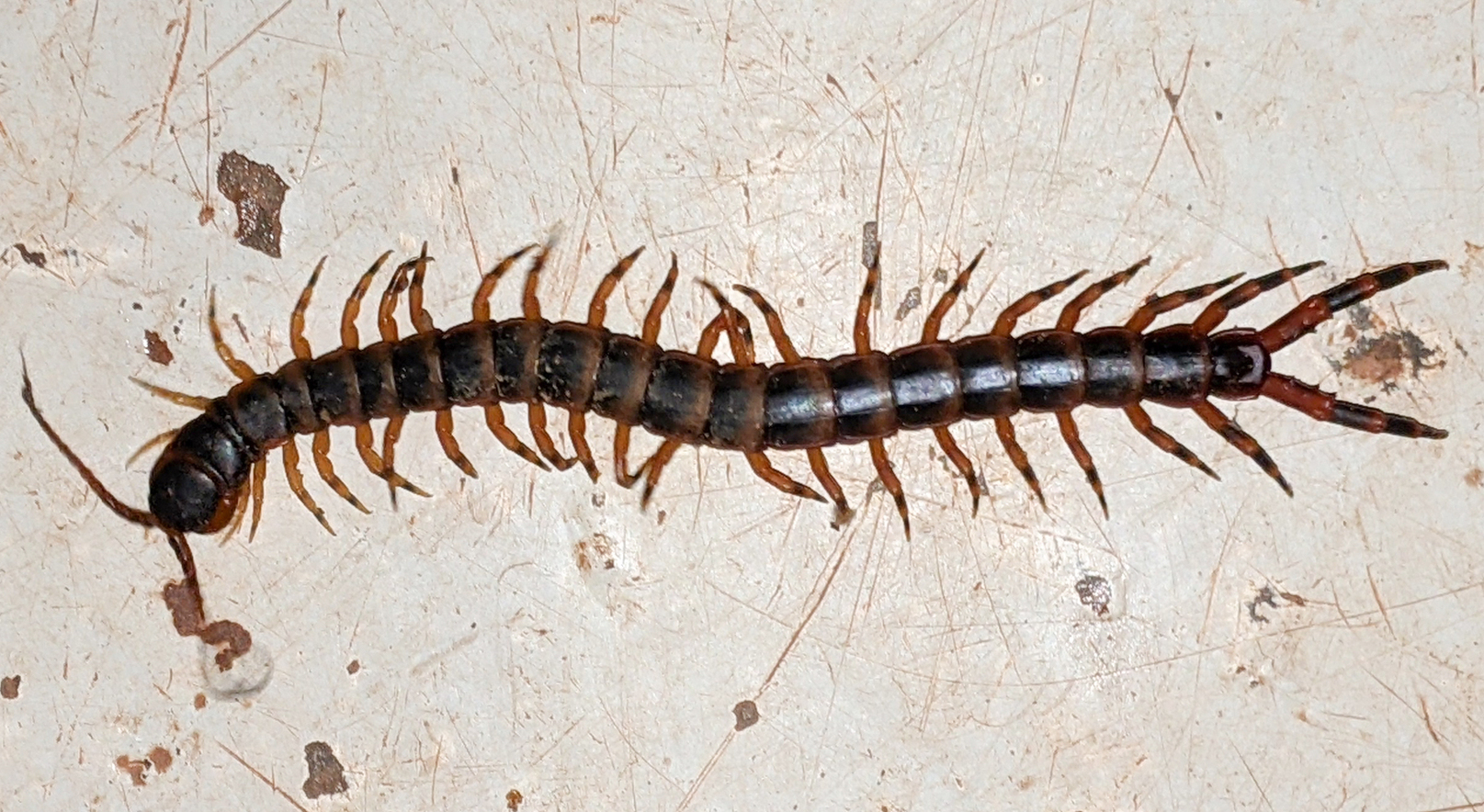
순각류: 수많은 다리, 다리 1쌍당 몸 1마디
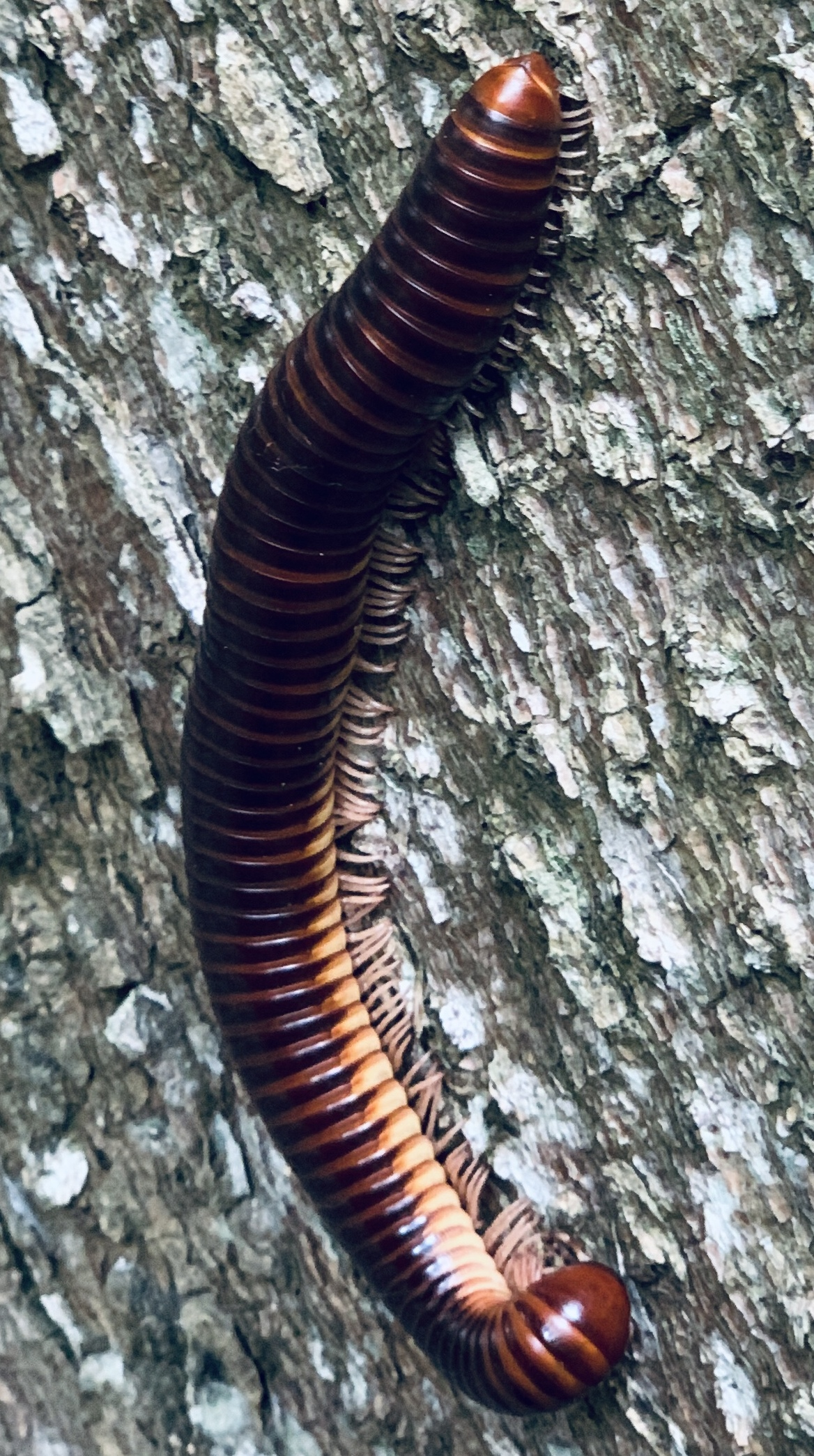
노래기강: 수많은 다리, 다리 2쌍당 몸 1마디

### 다양성

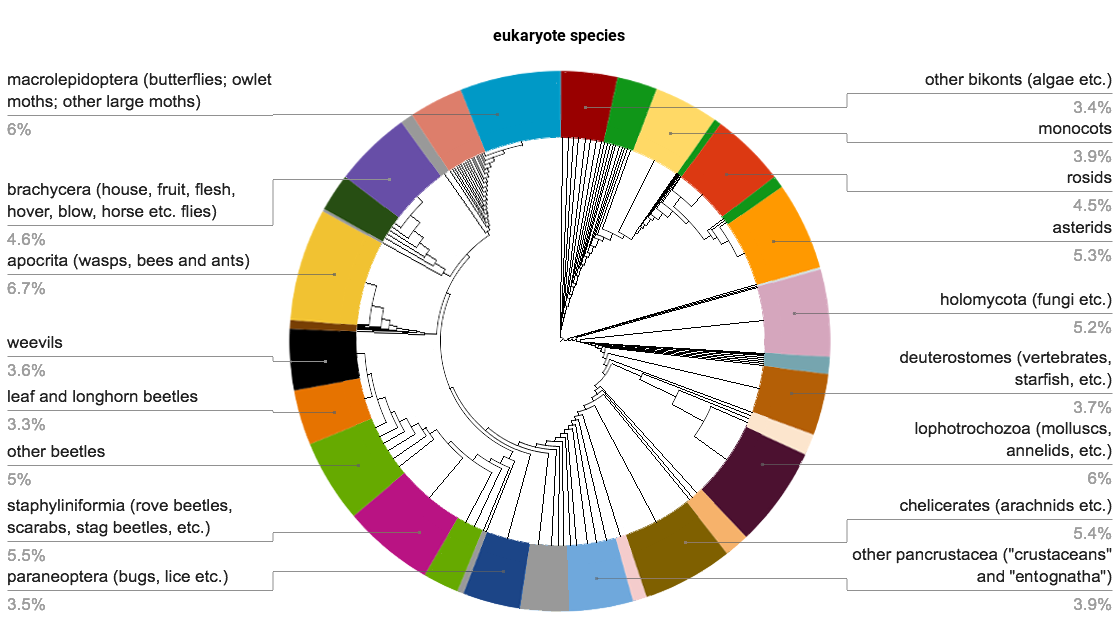
모든 진핵생물의 약 절반이 곤충이다(그림 왼쪽).

곤충이 총 몇개 종인지에 대한 추정치는 매우 다양한데 최대 550만개 종의 곤충이 존재하며 이 중 약 100만종이 분류되고 종명까지 붙여졌다고 추정된다. 이는 동물, 식물, 진균류를 포함한 모든 진핵생물의 절반 정도를 차지하는 수치이다. 곤충에 속하는 목 중 가장 다양성이 높은 목은 노린재목, 나비목, 파리목, 벌목, 딱정벌레목으로 각각 10만종 이상이 부류되어 있다.

곤충은 매우 다양하다. 5개 목은 각 10만개 종이 분류되어 있다.
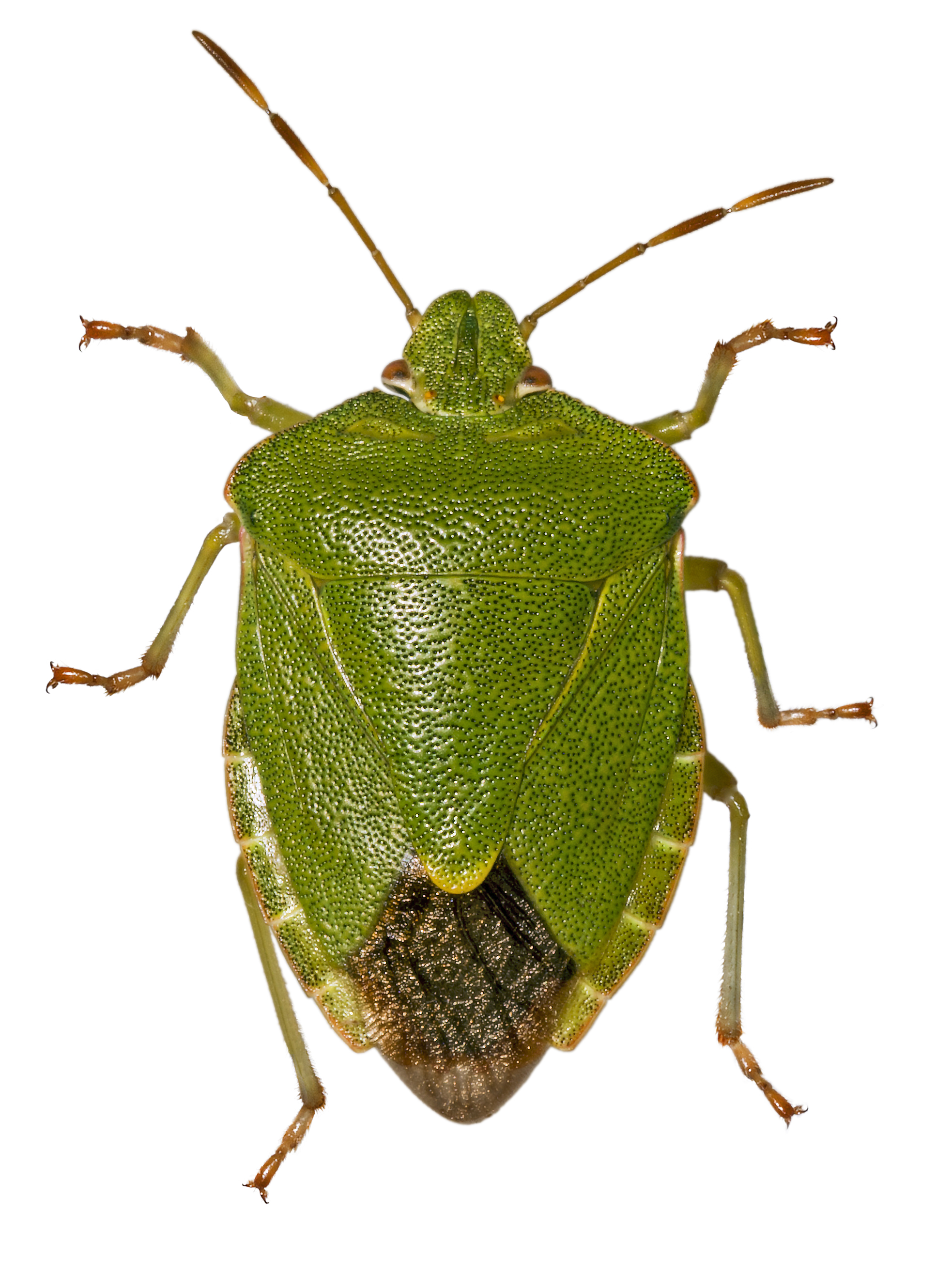
노린재 및 여러 곤충 (노린재목)
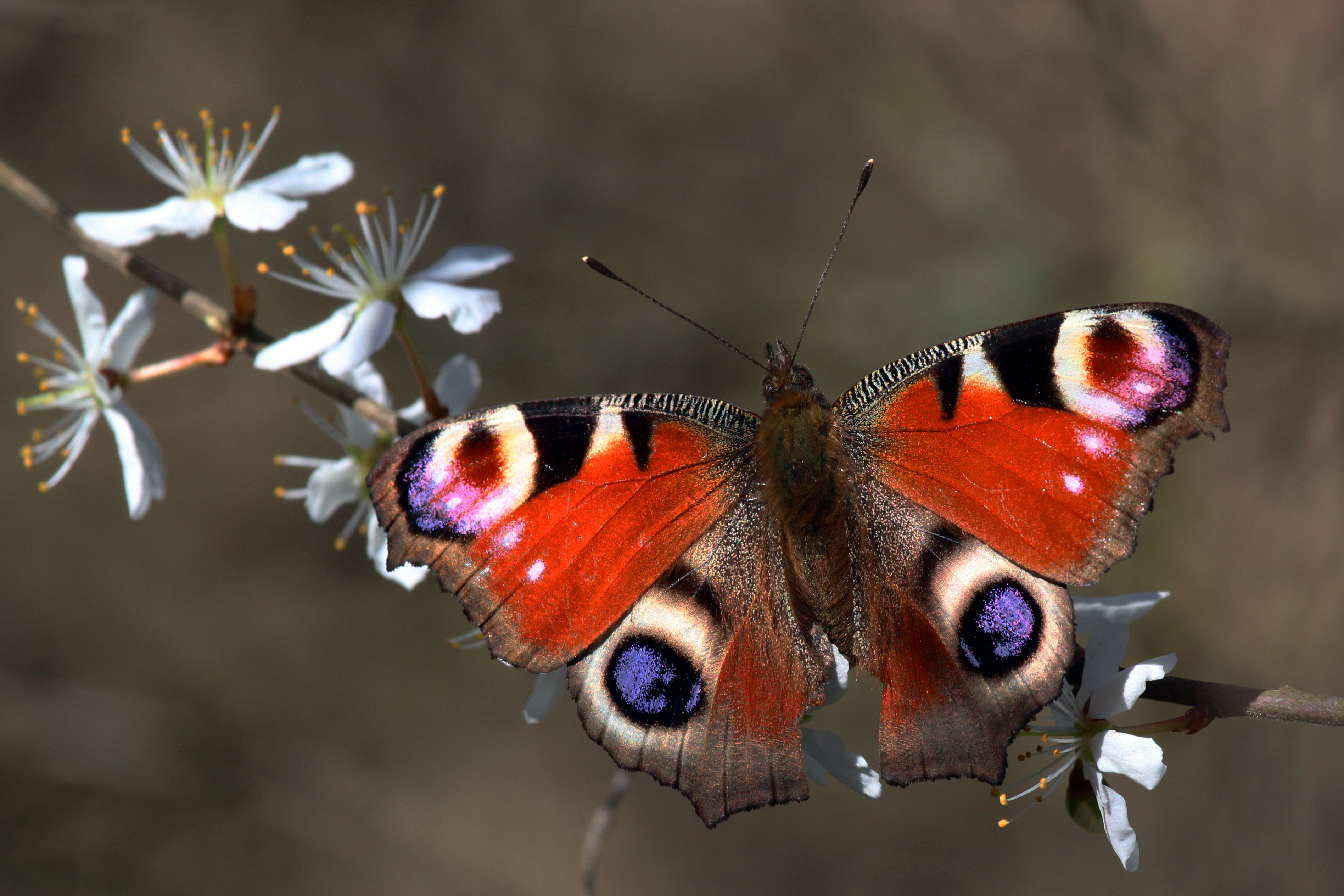
나비와 나방 (나비목)
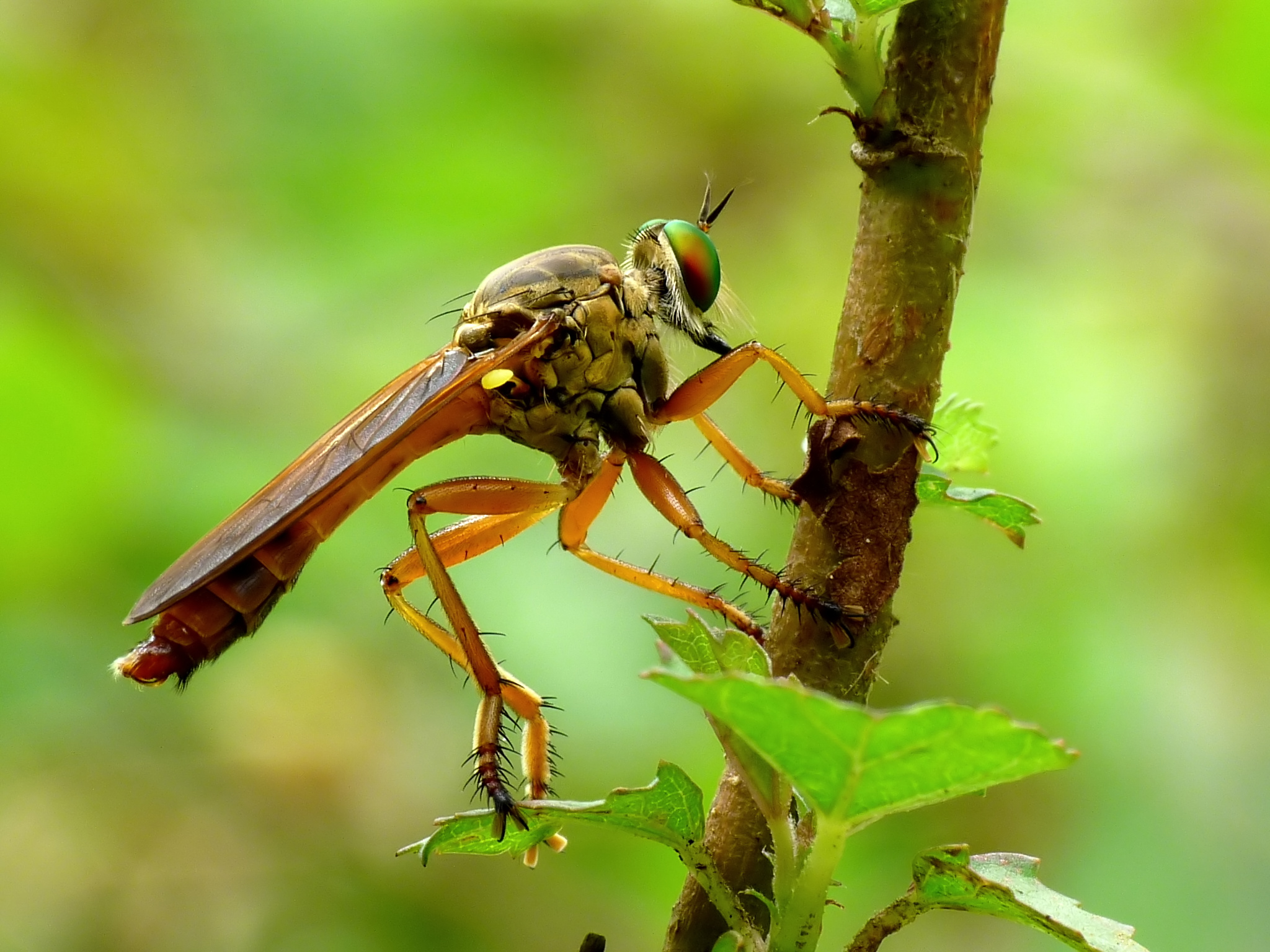
파리 (파리목)
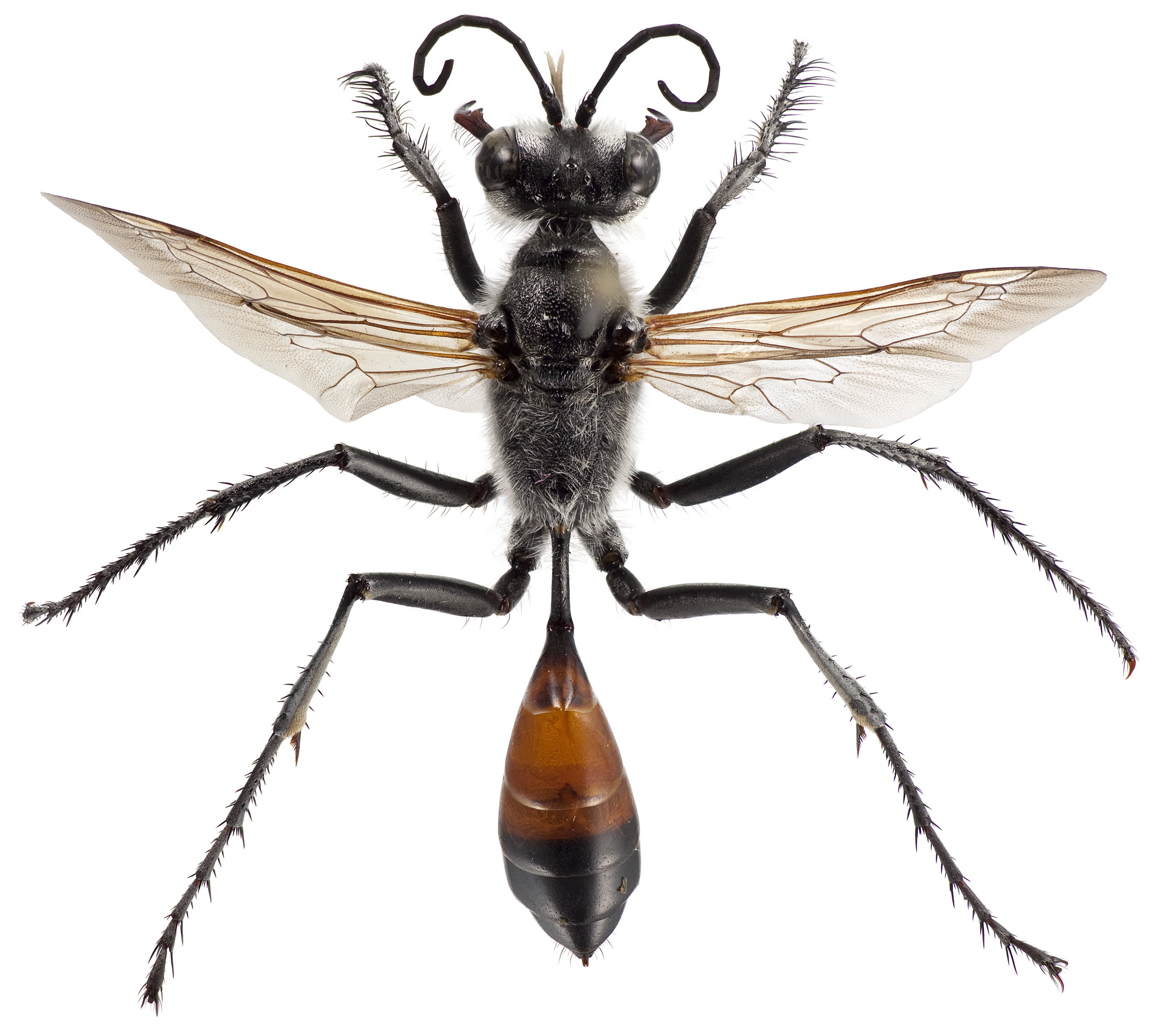
벌 (벌목)
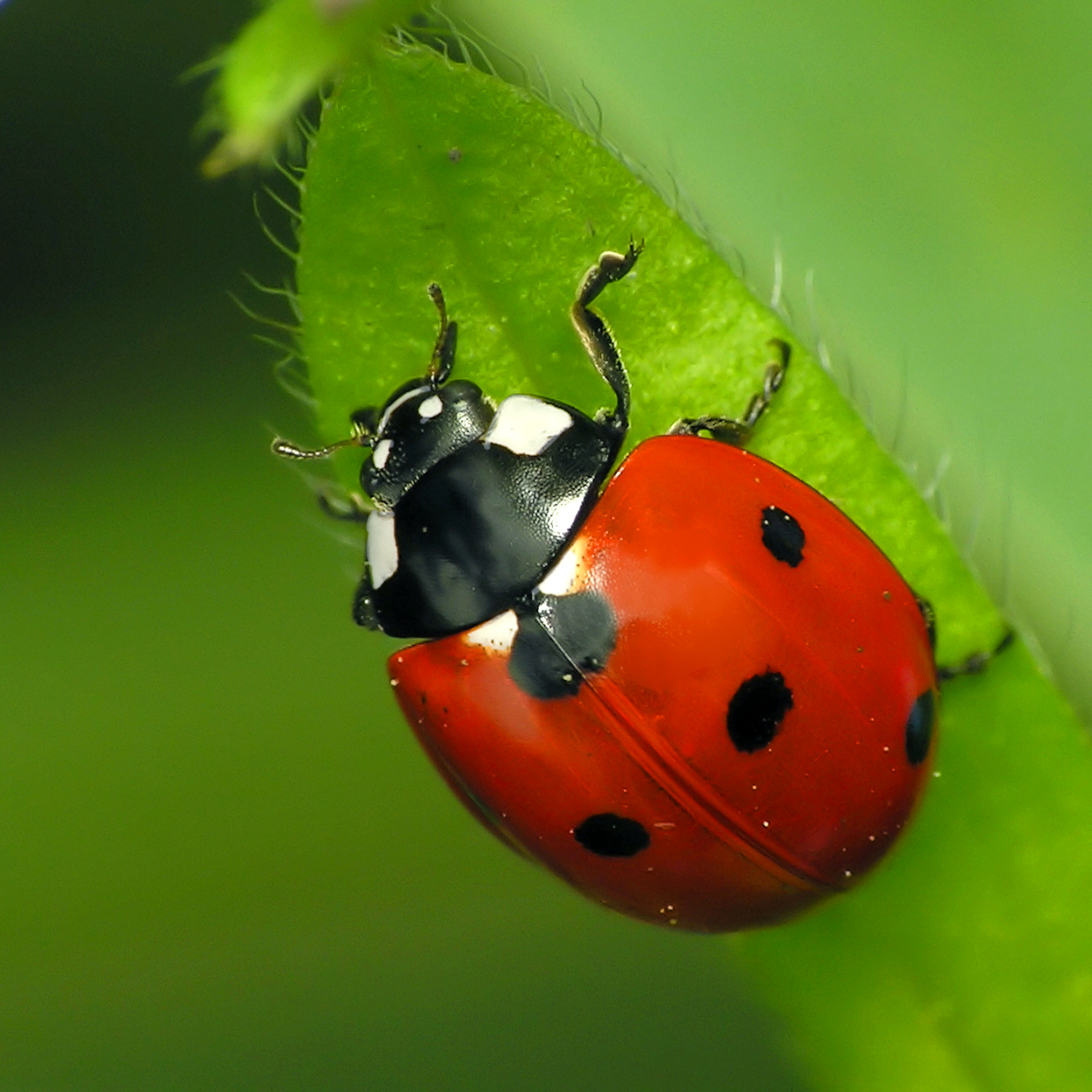
딱정벌레 (딱정벌레목)

## 분류
곤충은 절지동물문에 속하는 여러 벌레들 가운데 하나다. 곤충이 아닌 절지동물 가운데에는 거미, 지네와 같은 것들이 있다. 곤충을 분류하는 가장 일반적인 방법은 날개가 있는지 없는지, 그리고 날개의 구조는 어떠한지를 구분하는 것이다. 먼저 날개가 없는 것은 무시아강으로 날개가 있는 것은 유시아강으로 구분한다. 유시아강은 다시 날개가 접히지 않는 고시류(古翅類, 보다 오래된 방식의 날개를 가진 곤충)와 날개가 접히는 신시하강(新翅下岡, 새로운 방식의 날개를 가진 곤충)으로 나눈다. 잠자리는 날개가 접히지 않으니 고시류이고 나비와 같이 날개를 접는 것은 신시류이다. 고시류는 모두 불완전변태를 한다. 신시류는 또 나뉘어져 메뚜기와 바퀴벌레를 포함하는 메뚜기 계열(Polyneoptera)과, 내시류와 노린재류를 포함하는 Eumetabola가 있다. Eumetabola는 다른 분류군들에게서 볼 수 있는 원시적인 부위나 기관들(꼬리털, 중앙미사 등)이 퇴화되거나 사라졌고, 날개에 있던 수많은 시맥들이 단순화된 양상을 보인다. 한편, 메뚜기 계열은 많은 종들이 가죽질의 앞날개를 가지고 있고, 뒷날개의 끝이 방사 형태로 넓다는 특징이 있다. Eumetabola는 번데기의 생성과 날개 생장을 기준으로 한 번 더 쪼개져서 노린재와 그 자매 분류군을 포함하는 노린재 계열(Paraneopteta)과 나비와 무당벌레를 포함하는 내시류(Holometabola)로 나누어진다. 노린재 계열은 발목마디의 갯수가 3개를 넘지 않고 말피기관이 네 개만 있으며, 복부 신경절이(abdomal ganglion) 하나의 복합체로 이루어져 있다. 대부분의 종이 바늘 형태의 입을 가져 식물이나 동물의 즙을 빨아먹는다는 점이 있다. 그리고 일부만이 번데기와 유사한 시기를 보낸다. 내시류는 메뚜기계열 및 노린재계열을 지칭하는 외시류와의 구분점을 번데기 발생의 유무로 두기도 하나, 분류군의 이름 뜻에서처럼 날개의 발생 위치를 기준점으로 둔다.

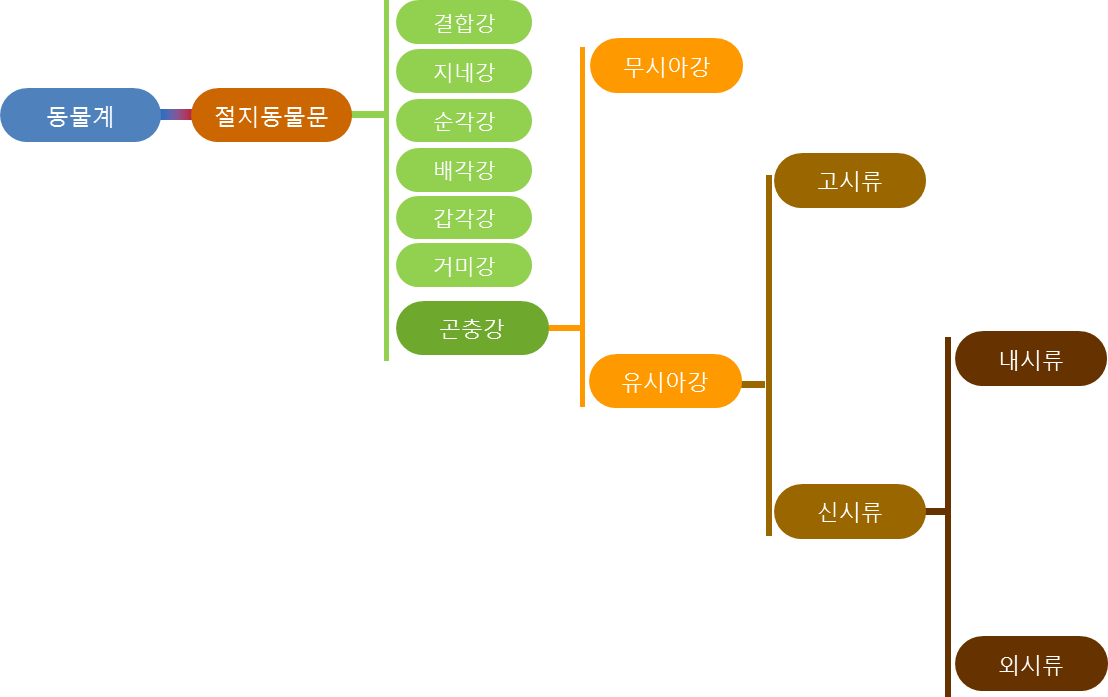
곤충의 분류

육각아문(Hexapoda)에는 다음과 같은 동물이 존재한다.
- 내구강(Entognatha)
  - 톡토기목(Collembola)
  - 낫발이목(Protura)
  - 좀붙이목(Diplura)
- 곤충강(Insecta/Ectognatha)
  - 단관절구류(Monocondylia)
    - 돌좀목(Archaeognatha)

  - 쌍관절구류(Dicondylia)
    - 무시아강(Apterygota)
      - 좀목(Zygentoma)

    - 유시아강(Pterygota)
      - 고시하강(Paleoptera)
        - 하루살이목(Ephemeroptera)
        - † Coxoplectoptera
        - 잠자리목(Odonata)

      - 신시하강(Neoptera)
        - 외시류(Exopterygota)
          - † Caloneurodea
          - † 티타노프테라목 (Titanoptera)
          - † Protorthoptera
          - 강도래목(Plecoptera)
          - 흰개미붙이목(Embioptera)
          - 민벌레목(Zoraptera)
          - 집게벌레목(Dermaptera)
          - 메뚜기목(Orthoptera)
          - 대벌레목(Phasmatodea)
          - 귀뚜라미붙이목(Notoptera)

        - 망시상목(Dictyoptera)
          - 바퀴목(Blattaria)
          - 흰개미목(Isoptera)
          - 사마귀목(Mantodea)

        - 준신시류(Paraneoptera) 또는 노린재상목
          - 다듬이벌레목(Psocodea)
          - 총채벌레목(Thysanoptera)
          - 노린재목(Hemiptera)

        - 내시상목(Endopterygota)
          - 벌목(Hymenoptera)
          - 딱정벌레류(Coleopterida)
            - 딱정벌레목(Coleoptera)
            - 부채벌레목(Strepsiptera)

          - 풀잠자리류(Neuropterida)
            - 약대벌레목(Raphidioptera)
            - 뱀잠자리목(Megaloptera)
            - 풀잠자리목(Neuroptera)

        - Mecopteroidea/Antliophora 또는 내시상목
          - 밑들이목(Mecoptera)
          - 벼룩목(Siphonaptera)
          - 파리목(Diptera)
          - † Protodiptera

        - Amphiesmenoptera 또는 내시상목
          - 날도래목(Trichoptera)
          - 나비목(Lepidoptera)

      - 분류가 불확실한(incertae sedis) 신시류 목
        -           - † Glosselytrodea
          - † Miomoptera

### 진화
과거에 돌좀의 일종인 다실렙투스 루카시(Dasyleptus lucasi)의 화석이 고생대 페름기 지층에서 발견되어 다지류에 속하는 결합강에서 발생다고 여겨졌던 적이 있다. 그러나, 21세기 현대에 이르러서 곤충은 다지류보다는 계통발생학적으로 요지류와 매우 가까워 갑각류의 자매군, 또는 한 분류군으로 묶여져, 내구류 절지동물과 함께 범갑각류(Pancrustacea)의 한 구성원으로 여겨진다.
곤충은 고생대인 데본기에 최초로 출현하였으며 돌좀과 곤충의 자매군인 좀붙이가 번성하였다. 이후 석탄기에 들어서면서 얕은 물과 지상의 천적들을 피하기 위해 유충 단계에서 쓰이던 아가미에서 변형이 일어나 날개가 되었고, 이는 곤충에게 전성기를 안겨다 주는 원동력이 되었다. 산소의 밀도가 올라가면서 곤충의 크기도 커져, 잠시나마 메가네우라 등의 거대 곤충들이 하늘을 점령하였다. 또한 식물의 진화가 가속화되면서 파리와 딱정벌레, 메뚜기, 바퀴벌레가 출현하게 되고 엄청난 분화를 이루었다. 하지만 페름기 대멸종을 맞이하며 효율성을 위해 곤충의 몸은 다시금 작아지는 방향으로 진화하게 된다. 중생대가 되면서 공룡의 시대가 다가왔다. 그와 함께 속씨식물의 등장으로 이들 꽃의 꿀을 빨아먹는 벌과 딱정벌레, 나비 등의 내시류 곤충들이 다시금 번성한다. 신생대는 포유류의 시대이기도 하다. 벼룩이 새로운 환경과 종에 적응해 지구에 새로이 나타난 여러 포유류의 피를 빨아 먹기 시작했고 새의 피부조직을 먹던 새털이들 또한 지구의 새로운 정복자에게로 방향을 틀었다.
지구의 환경은 오랜 세월에 따라 끊임없이 변화하였다. 곤충의 제1전성기라 할 고생대 말기에는 오늘날에 비해 대기의 산소 밀도가 매우 높았고 그 덕분에 거대한 잠자리가 충분히 하늘을 날 수 있었다. 그러나 점차 산소 밀도가 떨어져 곤충이 커다란 몸을 유지하기에는 산소의 밀도가 충분하지 않게 되었고 호흡에도 곤란을 겪게 되었다. 또한 새로운 시대에 나타난 익룡들과 새들은 곤충이 이전처럼 자유로이 날 수 있는 공간을 제공해주지 않았다. 그러나 더 이상 커다란 곤충이 남아있지 않다고 하여도 오늘날 곤충은 계속 번성해 나가고 있으며 세계에서 종류가 가장 많은 무리인 것은 분명하다.

## 구조
곤충은 크게 나누어 머리, 가슴, 배로 구분되는 마디 구조를 지니고 있다. 머리에는 더듬이와 큰턱, 작은턱, 아랫입술 등이 한쌍식 있으며 겹눈과 홑눈이 있다.:21 가슴은 다시 앞가슴, 가운데 가슴, 뒷가슴으로 나뉘며 각 마디마다 한쌍의 다리가 있다. 다리는 보통 6 개의 마디로 이루어진다.:36 - 41 배는 보통 11마디로 되어 있는데 제일 앞 마디는 매우 작거나 없어진 경우도 있다. :21

A-머리 B-가슴 C-배
1-더듬이 2,3-홑눈 4-겹눈 5-뇌 6-앞가슴 7-대동맥 8-기관 9-가운데가슴 10-뒷가슴 11-앞날개 12-뒷날개 13-중장 14-심장'15-난소 16-후장 17-항문 18-질 19-복부신경절 20-말피기관 21-발목판 22-발톱 23-부절 24-경절 25-퇴절 26-전절 27-전장 28-흉부신경절 29-기절 30-침샘 31-식도하신경절 32-주둥이

### 표피
곤충을 비롯한 절지동물은 단단한 키틴질로 된 껍질을 가지고 있다. 곤충은 표피 전체가 큐티클로 되어 있는데 바깥 쪽에는 얇은 막으로 된 상큐티클이 안쪽으로는 실모양의 기둥이 빽빽히 들어선 원큐티클이 자리잡고 있다. 큐티클을 이루는 주된 물질은 키틴으로 N-아세틸글루코사민이 긴 사슬 형태로 결합한 중합체 다당류이다. 단단한 큐티클 층은 내부의 근육이 달라붙을 수 있는 뼈대의 역할을 한다. 이렇게 단단한 껍질에 내부의 근육이 달라붙어 관절을 이루는 동물을 외골격 동물이라고 한다.
머리와 가슴의 뒷부분은 큐티클이 내부로 자란 단단한 속돌기(apodeme)가 있는데, 이는 근육이 붙을 수 있는 일종의 내골격을 이룬다.

### 머리

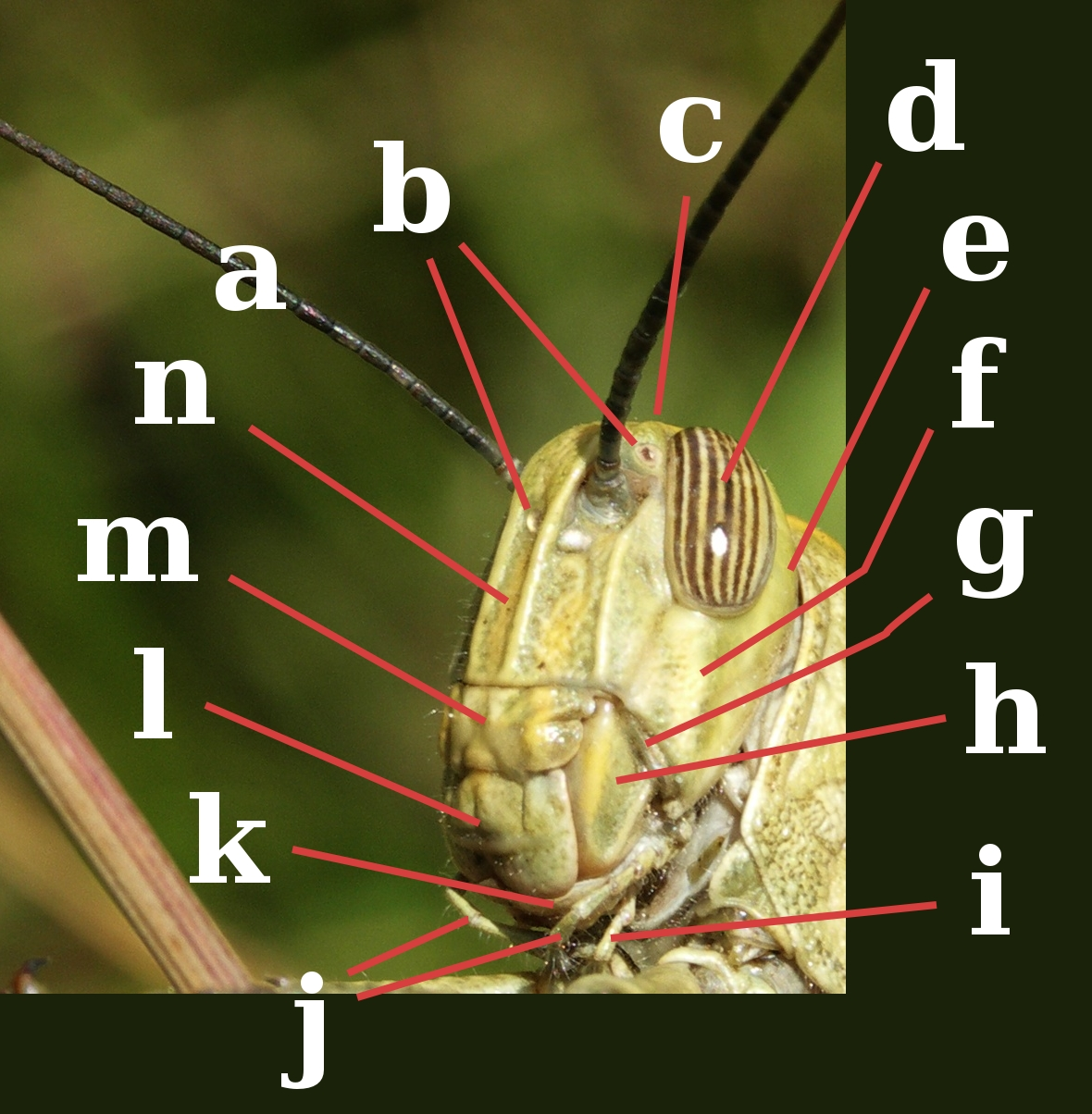
메뚜기의 머리
a-더듬이 b-홑눈 c-정수리 d-겹눈 e-후두 f-뺨 g-막상골전홈; h-아래턱; i-윗턱 j-윗입술 k-위턱 l-아래입술 m-턱판 n-이마

곤충의 머리에는 한 쌍의 더듬이, 한 쌍의 겹눈, 세개의 홑눈, 그리고 먹이를 먹는 주둥이가 있다. 곤충의 머리에는 두 개의 구멍이 있는데 하나는 가슴과 이어지는 대후두공이고 다른 하나는 주둥이로 이어지는 것이다.:29 메뚜기와 같이 풀을 먹는 곤충은 복잡한 턱과 입술이 발달되어 있지만 꿀을 빠는 나비나 피를 빠는 모기, 여러 유기물을 핥는 파리 등의 주둥이는 보다 단순하다. 곤충의 주둥이는 보통 아래를 향하는 하구식이지만 딱정벌레와 같이 앞을 향하는 전구식, 매미와 같이 뒤를 향하는 후구식도 있다.:29
정수리에는 Y 자 모양의 두개봉합선이 있는데 탈피를 할 때 여기서부터 표피가 갈라진다.:30 더듬이는 보통 8개의 마디로 이루어져 있으며 첫번째 마디가 다른 마디 보다 크고 두번째 마디에 존스턴 기관이라고 불리는 감각 기관이 있다. 더듬이는 페르몬과 같은 특정한 화학물질, 온도, 진동, 습기와 같은 것을 느낄 수 있다.:36

### 가슴
가슴은 곤충의 운동을 담당하는 중요한 부분으로 보통 3마디로 되어 있다. 각 마디는 1개의 등판(tergite), 2개의 옆판(pleurite), 1개의 밑판(sternite)으로 구성되어 있다.
몸의 각 마디에는 1쌍의 다리가 있는데 각 다리는 밑마디(coxa) • 도래마디(trochanter) • 넓적다리마디(femur) • 종아리마디(tibia) • 발목마디(tarsus) 등 5마디로 되어 있다. 발목마디는 대개 1~5마디인데 1쌍의 발톱(claw)과 욕반(arolium/pulvilli)으로 되어 있다. 다리는 도약, 유영, 굴착, 포획 그리고 먹이를 잡기에 좋도록 변형되어 있다.
한편 가운데가슴과 뒷가슴에는 각각 1쌍씩의 날개가 있다. 몇몇 곤충은 날개가 현저하게 변형되었는데, 특히 딱정벌레의 경우에는 두껍게 각질화된 앞날개가 막성(膜性) 뒷날개를 보호하는 딱지날개(elytra)로 기능한다.
곤충의 운동은 외골격에 작용하는 근육의 영향을 받는다. 곤충의 비행은 날개를 퍼덕여 이루어지는데, 날개의 이러한 운동은 서로 상반되는 근육의 운동에 의해 나타난다. 날개를 움직이는 대부분의 근육은 날개에 직접 붙어 있지 않고 가슴 벽의 경판에 붙어 있으므로 가슴의 모양이 변함으로써 날개의 움직임이 야기된다. 1초당 날개를 치는 수가 나비에서는 낮으나 모기는 600회를 넘는다.

### 배
배는 원칙적으로 11마디이나 보통은 융합되어 이보다 적다. 일반적으로 부속지는 없으며, 성충의 경우 뒷부분에 있는 부속지는 외부생식기로 변형되었다. 이 생식기는 수컷의 경우 음경이나 암컷을 잡을 수 있는 파악기(把握器)로 변형되었으며 암컷의 경우에는 산란관이 되었다. 귀뚜라미나 바퀴 따위의 곤충은 배의 끝에 미모(尾毛)와 중앙미사가 있어 감각기능을 맡고 있다.

### 날개
곤충이 하는 일 중에 특히 많은 에너지가 필요한 것은 비행이다.
약 3억 년 전 가슴 부분의 큐티클이 늘어나면서 생긴 돌기에서 처음 날개가 생겨난 것으로 보이는데, 날개의 아래쪽 부분에 마디가 생기면서 비행은 훨씬 중요하게 되었다.
날기 시작하면서 곤충은 6개의 다리로 움직일 때 보다 훨씬 더 넓은 곳을 짧은 시간에 돌아다닐 수 있게 되었다. 날개는 튼튼한 큐티클로만 이루어지는데, 몸의 다른 부분들처럼 큐티클 밑을 받치고 있는 표피조직이 없어, 강도나 탄력성을 유지하면서 무게를 줄일 수 있었다. 하지만 문제는 표피가 큐티클을 만든다는 것이다. 따라서 표피조직이 없으면 새로운 큐티클을 만들 수 없다. 곤충의 날개가 한 벌뿐인 까닭이 여기에 있다. 날개는 다른 큐티클처럼 탈피를 할 때 다시 생길 수가 없다. 그래서 곤충의 성충이 탈피를 하지 않는 것이다. 하지만 날개가 없는 좀목의 성충들은 계속 탈피를 한다.
곤충은 날개가 탈피할 수 없는 문제를 두 가지 방식으로 해결했다. 불완전변태와 완전변태가 그것이다. 불완전변태를 하는 동안에는 날개가 될 부분이 시아의 상태로 표면에 드러나 있다가 마지막 변태 단계에 이르러 완전한 크기에 다다른다. 하지만 완전변태의 경우 유충단계에서는 날개 등 성충에서만 볼 수 있는 조직들이 성충아라는 작은 세포들 속에서 활동을 정지하고 있다가 번데기 속에서 성충아들이 활동을 시작한다. 성충은 번데기 껍질을 벗고 나올 때 그 속에서 생긴 날개를 펼칠 수 있다. 완전변태를 하는 곤충은 유충과 성충의 습성이 전혀 달라 불완전변태를 하는 것들보다 다양한 서식지에서 살 수 있다. 따라서 지구상에서 완전변태를 하는 곤충이 불완전변태를 하는 곤충보다 거의 4배가 많다.

## 곤충의 생리학
1. 곤충의 골격은 외골격계로서 큐티클(표피)로 덮여있다. 곤충의 성장은 변태와 탈피(큐티클을 벗는 것)로 이루어진다.
2. 곤충의 소화기관은 비교적 발달되어 있다고 볼 수 있으며 전장, 중장, 후장으로 구분된다. 중장에서 대부분의 소화와 흡수가 이루어진다.
3. 곤충은 혈관이 없으며 체액으로 이루어져 있다. 체액(=혈림프:혈액과 림프의 기능을 가짐)은 영양분을 이동시켜주고 노폐물을 배출시키며 물과 염의 균형을 유지시킨다. 체액은 오랜지색이다.
4. 곤충의 순환계는 개방순환계이고 등쪽 전후에 배혈관(dorsal blood vessel)이라는 기관이 위치하여 앞쪽은 대동맥(Aorta), 뒤쪽은 심장에 해당된다.
5. 곤충의 호흡은 주로 기문으로 이루어진다. 가슴에 각 1쌍, 복부에 8쌍이 기본이다. 사람처럼 산소를 교환한다.
6. 곤충의 생식계는 생식선(生殖腺)과 생식관, 부속샘[腺]들로 이루어져 있다.
7. 곤충의 신경계는 몸의 배 앞뒤로 일련의 신경절이 있으며 여기서 몸의 각부로 신경섬유가 뻗어있다. 중추신경계, 내장신경계, 말초신경계로 나뉜다.
8. 곤충은 감각 기관이 상당히 발달하였다. 주로 털(seta)로 감지한다. 시각은 사람에 비해 뒤떨어져 있다.
9. 분비계는 호르몬(체색변화 성장과 변태조절), 페로몬(사람에게도 있다. 신호용 화학물질), 방어물질로 이루어진다. 페로몬은 알코올성분이며 동일종의 타 개체에 일시적으로 작용하였다가 없어진다. 특이한 예로, 계급분화 페로몬의 일종인 여왕벌의 여왕물질 페로몬은 암컷 벌에게 발생시켜 평생 동안 일벌로 살게 만든다.

### 근육과 골격
지구의 큰 동물들은 자기 몸을 지탱하고 관성을 극복하는 것이 문제이지만 곤충들은 작은 몸으로 매우 성공한 집단으로 남아있다. 곤충의 몸이 작다는 것은 곤충의 근육(부피) 이(가) 단면의 넓이에 비해 작다는 것으로 이는 곤충의 근육이 매우 강력하다는 것이다.
곤충은 튼튼한 외골격을 가지고 있는데, 외골격은 그들의 몸을 보호해주고, 몸을 마르지 않도록 하고, 날개까지 만들어 준다. 큐티클의 외골격은 절지동물의 몸에 발을 붙여주기도 하는데, 기본적으로 곤충의 다리는 속이 빈 원기둥과 같다. 물리학의 법칙에 따르면, 금속제 난간이나 알루미늄 의자 같은 것의 속이 비어져 있는 것과 같이 속이 비어있는 관은 같은 양의 재료로 만든 속이 찬 막대와 비교할 때 구부리거나 내리누르는 힘에 더 잘 견딜 수 있다. 외골격은 여러 가지 장점이 있지만, 곤충의 몸이 다른 동물에 비해 작을 수밖에 없는 치명적인 결점이 있다. 그것은 외골격이 몸과 함께 자라지 못한다는 것이다. 그 결과 곤충이 자라기 위해서는 다자란 외골격을 벗어야 한다. 다른 모든 절지동물도 이렇게 허물을 벗어야만 자랄 수 있다. 이 과정을 탈피라고 하는데, 탈피에는 한 가지 문제가 있다. 곤충이 허물벗기를 할 때 새 큐티클이 단단해지기 까지는 다소 시간이 걸린다. 이는 몸집이 작은 곤충에게는 그리 문제가 되지 않지만 몸집이 큰 곤충은 질량에 비례하는 중력이 작용하여 허물을 막 벗어버린 말랑말랑한 몸이 새 큐티클이 단단해지기 전에 파괴될 수 있다.

### 소화계
곤충에게 필요한 양분은 물, 무기 이온, 필수 아미노산 등으로 대개 포유류와 같다. 미리 형성된 지방과 탄수화물의 필요성은 종에 따라 다양하다. 곤충은 비타민B가 필요하나 A와 D는 전혀 필요하지 않다. 또 많은 곤충은 아스코르브산(비타민C)을 합성할 수 있다. 제한된 먹이만을 먹는 곤충들의 경우 대개 미생물이 공생하고 있는데, 이 미생물은 알을 통해 다음 세대로 전해지고 이들은 숙주에 비타민과 다른 필수 영양물을 제공하므로 유익하다. 만약 이 공생 미생물을 제거하면, 비타민이 풍부한 영양분을 제공받지 못하는 한 곤충은 성장하지 못한다.
소화계는 전장(前腸)•중장•후장으로 나뉘는데 전장과 후장은 외배엽의 함입으로 이루어졌기 때문에 내면이 큐티클로 되어 있다. 입 위쪽에는 근육성 인두가 있으며 그 뒤에는 모이주머니 형태로 확장된 식도가 있다. 위는 바퀴 같은 곤충의 경우 근육질의 모래주머니와 전위(前胃)로 되어 중장까지 뻗어 있다. 중장의 끝에는 많은 말피기관(malpighian tubule)이 있어 배설 기능을 맡고 있다. 후장은 일반적으로 좁은 회장(回腸)과 체벽이 두꺼운 직장(直腸)으로 되어 있으며 항문에 연결되어 있다. 소화효소는 침샘뿐만 아니라 중장과 그 기장(岐腸)의 세포에서 분비된다. 침샘에서 분비되는 가장 중요한 효소는 아밀라아제이며, 중장에서는 프로테아제, 라이페이스, 아밀라아제, 인버타아제 등 많은 효소가 분비된다. 소화산물은 중장에서 간단히 흡수된다. 후장은 중장과 말피기관에서 만들어진 노폐물과 음식찌꺼기를 받아 체외로 내보낸다. 질소대사의 최종산물은 요산(尿酸), 소량의 아미노산 그리고 요소(尿素)이다. 직장은 내강(內腔)으로 돌출된 많은 유두돌기를 가지고 있다. 이러한 구조물에는 기관(氣管)이 풍부하게 분포하며, 물과 이온을 재흡수하는 기능이 있다.

### 순환계
체액이 대부분의 몸과 부속지의 강(腔)을 차지하는 개방혈관계이다. 유일하게 폐쇄된 부분은 배혈관(背血管)인데, 이것은 몸의 뒤 끝부분에서 머리까지 뻗어 있다. 배혈관은 뒤쪽의 심장과 앞쪽의 대동맥(大動脈)으로 되어 있는데, 심장은 보통 그 끝이 막혀 있고 1쌍의 판막을 가진 구멍인 소공(ostia)을 가지고 있어 혈림프를 심장으로 들여보내거나 내보낸다. 혈림프의 순환과정을 보면 혈액이 소공을 통해 심장으로 들어갔다가 배혈관의 연동수축작용으로 앞으로 흐르게 된다. 연동수축의 파동방향은 때때로 역으로 일어나기도 하지만 혈액은 일반적으로 머리로 돌아오게 된다. 혈림프는 촉각의 기부, 다리와 날개의 내부 및 기부까지 들어간다.
순환하는 혈림프에는 몸의 각 부분에 양분을 운반하거나, 각 기관에서 만들어진 대사찌꺼기를 말피기관까지 운반해 배설하게 하는 기능이 있다. 이 안에는 혈구(hemocytes)라는 유리세포가 들어 있는데 이들 대부분은 곤충을 보호하는 식세포(phagocyte)이다.
혈림프의 또 다른 중요 조직으로는 지방체가 있는데, 이것은 생리적으로 필요할 때 산물을 합성해서 방출함으로써 대사조절에 중요한 역할을 한다. 이들은 변태하는 동안의 지방 • 글리코겐 • 단백질 저장에 관여하며, 에너지 생성, 생장, 생식에 이용된다.

### 호흡계
기관(tracheae)으로 이루어져 가슴과 배의 표면에서 숨구멍(또는 기문. spiracle)이라는 작은 구멍을 통해 외부와 통한다. 숨구멍의 근육성 판들은 대개 닫혀 있다가 산소를 받아들이거나 이산화탄소를 내보낼 때만 열린다. 기관은 외배엽성 기원으로 체벽과 연결되어 있으며, 조직 속으로 들어가며 더욱 갈라져 그 내경은 점점 작아진다.
기관지는 세포 사이로 교묘히 뻗어나가며, 때로는 세포 내로 뚫고 들어가 원형질막까지 깊게 뻗어 있어 가스교환을 위한 상당한 표면적을 제공한다.
산소와 이산화탄소의 교환은 이동하지 않는 곤충의 경우 단지 가스의 확산에 의해 일어나며, 활동성이 강한 종에서는 기계적으로 새로운 공기를 집어넣게 된다. 활동적인 곤충들은 기관의 얇은 벽이 크게 팽창된 공기주머니를 가지고 있어 호흡공기의 용적을 넓혀준다. 체내에 산소가 부족하고 이산화탄소가 축적되면 가스교환을 위해 신경중추가 자극을 받게 된다.

### 생식계
생식계는 생식선(生殖腺)과 생식관, 부속샘[腺]들로 이루어져 있다. 좌우 양측에 있는 1쌍의 정소(精巢)는 여러 개의 정소여포(精巢濾胞)로 구성되어 있으며, 이 안에는 생식세포가 들어 있어 감수분열을 통해 정자를 형성한다. 일반적으로 정자는 젤라틴 물질에 의해 서로 다발로 뭉쳐진 상태로 방출된다.
난소(卵巢)도 1쌍이 있는데, 각각의 난소는 많은 수의 난소소관으로 구성되어 있다. 각 소관은 증식부와 일련의 난소여포로 구성되어 있다. 증식부는 난모세포 • 영양세포 • 여포세포를 형성할 미분화된 세포의 덩어리이다. 영양세포는 생장의 초기단계에서는 자라나는 난모세포를 둘러싸고 난황형성을 위한 물질을 만들어내며, 마지막 단계에는 난각(卵殼)을 만들어낸다.
교미하는 동안 정자 다발은 웅성교접기에 의해 암컷의 질 내로 직접 들어간다. 암컷의 부속샘에서 분비되는 분비물은 정자를 활성화시켜 정자다발들이 흩어지게 하며, 자유로워진 정자들이 수정낭으로 들어가 알을 수정시킬 준비를 한다.

### 신경계
중추신경계는 일련의 신경절로 구성되어 있다. 머리에 있는 3가지 주요 신경절(전대뇌•중대뇌•후대뇌)이 보통 합해져서 뇌나 식도상신경절(supraesophageal ganglion)을 구성한다. 뇌는 일반적으로 식도신경환에 의해 앞창자 배 쪽에 있는 신경절과 연결되는데, 이것이 식도하신경절(subesophageal ganglion)로 매우 복잡하며 큰 턱•작은 턱•아랫입술분절을 나타내는 3개의 융합된 신경절로 구성되어 있다. 식도하신경절은 구기•침샘•목 부위에 연결된 근육과 감각 기관에 신경을 보내며, 많은 곤충에서 전체의 운동을 촉진, 억제시키는 역할을 한다.
각각의 신경절은 신경세포체와 신경망(neuropile)이라고 하는 신경섬유다발이 모여 된 것이다. 신경세포는 운동뉴런과 연합뉴런의 2가지 형태가 있다. 운동뉴런은 길고 가는 섬유인, 신경절에서 근육까지 뻗어 있는 축색(axon)과 신경망에 연결되어 있는 가지돌기를 갖는다. 연합뉴런은 보통 운동뉴런보다 작으며 신경망을 거쳐 신경계의 다른 부분과 연결되어 있다.
감각 기관의 세포체를 감각뉴런이라 하는데 몸 맨 바깥쪽의 큐티클 바로 아래 위치한다. 각 세포의 가지돌기는 큐티클성 감각 기관을 향해 뻗어 있다. 이들은 특히 더듬이, 수염, 미모에 풍부하게 분포하고 있다. 각 감각 기관의 감각세포는 감각축색을 내어 중추신경계 쪽으로 보낸다.

### 눈
홑눈과 겹눈의 2종류가 있다. 고등한 곤충의 성체와 불완전변태를 하는 곤충의 약충은 2종류의 눈을 모두 가지고 있다. 시각세포는 상피(上皮)에서 유래하며 시각신경절(뇌의 한 부분)과 연결되어 있다. 시각세포는 표면에 한 층으로 있는데, 이 층에 빛이 쪼이면 망막세포라고 하는 곳에서 감각세포를 자극하는 화학물질이 분비되어 감각축색에 신경충격이 유발된다. 일반적으로 망막세포가 빛을 받아들이는
부위를 감간체(rhabdom)이라고 하는데 이것은 막대 모양이다.
홑눈은 큐티클로 된 렌즈 모양의 부위가 망막 위에 놓여 있다. 눈의 구조가 원시적이기 때문에, 받아들이는 상도 조잡하다. 홑눈은 단지 빛, 어둠, 움직임 등만 받아들일 수 있다.
많은 낱눈(facet)으로 되어 있는 겹눈은 벌집을 닮았다. 낱눈의 수는 종에 따라 다양하다. 예를 들어 원시적인 무시류인 톡토기의 눈이 단지 수십 개의 낱눈으로 구성되어 있는데 반해, 집파리는 약 4,000개, 잠자리의 고도로 발달한 눈은 2만 8,000개 이상의 낱눈으로 구성되어 있다.
빛을 감지하는 동안, 빛의 각 부분의 밝기가 다르기 때문에, 망막을 구성하는 모든 낱눈은 조잡한 모자이크를 만든다. 카메라 눈이나 인간의 눈과 달리 겹눈에 의한 모자이크상은 직립상이다. 따라서 분해능은 낱눈의 수가 많을수록 증가한다. 각각의 낱눈은 보통 색소세포에 싸여 있어 이웃한 낱눈에 빛이 퍼지지 못한다. 이것을 연립상 겹눈(apposition eye)이라 한다. 그러나 밤이나 황혼녘에 날아다니는 곤충의 눈은 색소가 위축될 수 있어, 이웃한 낱눈 사이에 받아들인 빛이 어느 정도 겹친다. 이러한 눈을 중복상 겹눈(superposition eye)이라 한다. 전자의 눈을 가진 경우, 상은 훨씬 더 밝고 분명하다. 중복상 눈이 어둠에 적합하게 된 것은 보다 많은 빛을 개개의 감각에 모을 수 있어 빛에 대한 민감성이 증가하기 때문인 것으로 생각된다.

## 곤충의 행동

### 인식 행동
곤충은 자신의 환경을 파악하기 위해 몇 가지 기구를 갖추고 있는데, 보통 바닥에 닿는 다리 같은 신체 부분에 집중되는 경향이 있다. 어떤 나비의 암컷은 어떤 식물에 알을 낳을 것인가 말 것인가를 결정할 때 잎의 표면을 발로 두드려서 그 식물의 맛을 본다. 어떤 곤충은 온도 수용기를 써서 온도 변화를 감지한다. 빈대는 온도 수용기로 먹이가 되는 온혈 동물의 위치를 파악한다
모두는 아니지만 많은 곤충이 빛깔을 구별할 수 있다. 대체로 곤충의 시각색소는 사람의 시각색소보다 다양한 빛깔 자극에 반응할 수 있다. 그래서 곤충들은 사람의 눈에 보이는 가시광선보다 짧은 파장의 빛(자외선)을 빛깔처럼 볼 수 있다. 벌과 개미는 편광(특정한 방향으로만 진동하는 빛의 파동)도 볼 수 있어서 태양이 구름에 가렸을 때에도 태양의 위치를 정확히 알 수 있다.
곤충은 갖가지 이유로 소리를 낸다. 짝짓기, 위험 알리기, 영역주장, 새끼위치 파악, 어버이의 보살핌을 위해, 그리고 포식자에게 자신이 맛이 없다는 것을 알리기 위해서도 소리를 낸다. 곤충들은 소리를 내기 위한 특수기관을 가지고 있거나, 소리를 내기 위해 몸의 일부분을 땅이나 다른 단단한 곳에 때린다.
귀뚜라미는 제 몸으로만 소리를 내며, 강도래목의 곤충들은 배에 있는 망치 비슷한 기관으로 땅바닥을 때려 소리를 낸다. 다듬이벌레목의 곤충들은 꼬리 밑에 있는 혹과 같은 것으로 얇은 종이를 두드려 진동시키는데 이 일을 초당 5~6번씩 1시간 이상 할 수가 있다.
짝을 찾는 과정에서 시각신호를 이용하는데, 많은 곤충들이 복잡한 의식을 통해 구애를 한다. 반딧불이는 빛 에너지를 이용한 신호로 밤에도 시각 신호를 사용할 수 있다.
화학물질은 먹이는 찾는 데에서부터 몸을 지키고 의사소통을 하는 과정에서 곤충의 거의 모든 생활 영역을 지배한다. 화학 신호는 어둠 속이나 장애물이 있어도 유연성을 가지고 전달된다. 곤충강의 경우 화학적 의사소통이 시기에 가까운 재주가 되어, 페로몬이라는 화학물질은 짝짓기 상대의 위치를 알아내거나 종을 알아볼 때 특히 중요하다

### 방어 행동
곤충들은 기본적인 방어 전략을 신체 설계에 포함하고 있는데, 이런 방어 수단은 포식자가 근처에 있건 없건 항상 작동하여 적에게 발견될 가능성을 줄여준다.
곤충들 중에는 주변 환경과 비슷한 모양새를 가져 구별할 수 없게 만드는 종도 있다.
- 바위나 나무껍질 같이 보이는 위장
- 새똥과 같은 모습으로 보이는 의태
- 가시처럼 보이는 뿔매미
- 잔가지처럼 생긴 자벌레

곤충은 스스로 독을 만들기도 하고, 자기가 먹은 식물의 독을 분리해서 저장하기도 한다. 고약한 맛과 결부되어 있는 빛깔을 경계색이라고 하며 독이 있거나 맛이 없는 곤충들은 자신을 숨기지 않고 화려한 빛깔로 자신이 맛이 없다는 것을 보여준다. 흥미로운 것은, 경계색을 띠는 대부분의 곤충이 사람들이 위험을 경고할 때 사용하는 것과 같은 빛깔인 빨간색, 노란색, 주황색, 검은색을 사용한다는 것이다. 대부분의 독이 있는 벌, 개미, 말벌들은 선명하고 화려한 빛깔을 띠며, 노란색과 검은색의 줄무늬를 가진 것도 있다.
맛있는 곤충이 독성이 있는 다른 곤충과 비슷한 모습을 갖고 있는 것을 표지적 의태라 한다. 꽃등에, 파리, 딱정벌레, 나방 (꽃등에는 말벌과 비슷한 모습을 한다.) 어떤 것들은 포식자가 나타나면 죽은 체 하는 의사(儀死) 행동을 한다.
죽은 체 하는 것. 포식자들은 사냥감이 죽은 체 하면 흥미를 잃고 다른 먹이를 찾는다.
딱정벌레, 노린재류는 역겨운 냄새나 뜨거운 액체로 하는 공격을 최선의 방어로 사용하는 화학적 공격을 하기도 한다. 노린재, 호랑나비유충, 폭탄먼지벌레 등이 있다.

### 한살이
대부분의 곤충은 알에서 태어난다. 몇몇 종은 어미의 몸 속에서 깨어나 일정기간 자란 후 나오는 난태생을 하는 것도 있다. 곤충의 애벌래는 자라면서 껍질을 벗고 새로운 껍질이 생기는 탈피를 한다. 탈피를 한 번 할 때의 기간을 령이라고 하는데, 누에나방은 약 24일 동안 4번의 탈피를 하며 각각의 시기를 1령, 2령 하는 식으로 부른다.
탈피(허물 벗기)는 모든 절지동물이 견뎌야 하는 복잡하고 시간이 걸리는 위험한 과정이다. 탈피는 곤충이 일정한 크기에 이르면 체벽에 잇는 감지기가 뇌에 신호를 보내면서 시작되는 것으로 알려져 있다. 허물 벗기는 묵은 큐티클을 새로 활성화한 표피에서 분리하고 새로운 큐티클을 만들어 단단하게 만든다. 곤충의 애벌레가 한번 탈피해서 다시 탈피할 때까지의 시기를 영으로 구분한다. 유충이 몇 번 탈피해서 성충이 되는가 하는 것은 종에 따라 다르다. 어떤 파리는 4번의 탈피로 끝내는가 하면, 딱정벌레의 유충은 번데기가 될 때까지 27번이나 탈피를 한다.
애벌레는 성충이 되는 과정에서 형태가 변화는 변태를 한다. 변태는 애벌레의 모습이 남아있는 불완전 변태와 완전히 그 모습이 변하는 완전 변태로 나눈다. 유시아강에 속하는 곤충들 가운데 일부만이 완전변태를 한다. 불완전변태는 유충이 성충과 비슷한 점이 있고, 초기부터 날개와 외부생식기를 외부에서도 볼 수 있으며, 탈피할 때마다 커져 최후의 탈피에서 성충이 되는데 반하여, 완전변태는 유충이 성충과는 전혀 달라서 날개 등을 외부에서는 전혀 볼 수 없고, 휴지기인 번데기 시기에 최후의 탈피인 우화(羽化)를 함으로써 성충이 된다. 또 완전변태 중에서 유충기의 탈피 때마다 형태가 달라지는 기생벌 등이 있는데, 이런 경우를 과변태(過變態)라고 한다.
변태와 탈피는 뇌의 분비세포에서 나온 호르몬이 전흉선(前胸腺) 또는 그 상동기관(相同器官)을 자극하여 에크디손(ecdyson)의 분비를 촉진시킴으로써 일어나는데, 그 때 알라타체(體)에서 나온 유충호르몬이 충분히 있어야 한다. 유충의 말기에 알라타체 호르몬의 분비가 정지되면 억제 당했던 성충의 형질이 나타나 번데기가 되고 이어서 우화가 일어난다.
유충이란 좁은 뜻으로는 완전변태를 하는 종류의 유기(幼期)를 가리키는 것으로서, 성충과는 형태가 전혀 다르며 구더기, 장구벌레 등이 이 시기이다. 
이것은 번데기를 거쳐 성충이 되는데, 번데기로 될 때 고치를 짓거나 땅속에 집을 만드는 것도 있다. 불완전변태를 하는 종류의 유기를 약충(若蟲)이라하여 구별하기도 한다.

### 휴면
곤충들은 온도와 습도, 먹이의 공급이 원활하면 계속 살아갈 수 있지만 이런 서식지는 그리 많지 않아, 대부분 휴면기를 보내야 한다. 휴면은 독특한 생리 상태를 나타내는 말로, 대체로 성장은 멈추고 지방 비축이 늘어나며 체내 수분이 감소한다. 매서운 추위를 견디기 위해서는 다량의 글리세린을 비축하는데, 글리세린은 자동차의 부동액과 같은 성질로 어는 것을 막아주어, 겨울에 90%까지 딱딱해졌다가도 이듬해 봄에는 무사히 몸을 녹여 계속 살 수 있다.

### 주광성
곤충은 겹눈의 구조가 연립성 겹눈인지, 아님 중복성 겹눈인지에 따라 광순응계(photopic) 주간활동성 곤충과 암순응계(scoptic) 야간활동성 곤충으로 나뉜다. 광순응계 곤충들은 다양한 가시광선에 잘 반응하고 종에 따라 선호하는 색이 각기 다르다. 반면, 암순응계 곤충들은 겹눈 안의 색소가 안쪽으로 이동하기 때문에 보행이나 비행, 구기운동이 저해되어 비활성화되거나 정지가 된다. 이는 밤 거리의 전등이나 가로등의 불빛으로 나방이나 딱정벌레 등의 야행성 곤충들이 모여들어서 날아다니다가 추락해서 죽거나 움직임이 이상해지는 원인을 제공한다. 그럼에도 불구하고 이들이 광원으로 날아드는 까닭은, 낮 기간에는 억제되던 근육들이 밤에는 풀려나게 되면서 다시금 광원을 쫓게 되는 주광성도 되살아나기 때문이다.

## 곤충의 성
하나의 집단으로서 곤충들은 성과 생식에서 대단한 성공을 거두었다. 대부분의 곤충은 유성생식을 하지만 단위생식도 한다. 유성생식은 다양한 유전자 조합으로 환경 변화에 유리하지만, 단위생식은 배우자를 구하는 힘든 시기를 겪지 않고 빠르게 번식할 수 있다는 장점이 있다. 포유류와 마찬가지로 곤충의 경우에도 한 쌍의 똑같은 성염색체를 가진 것이 암컷이고, 다른 두 개의 성염색체를 가진 개체가 수컷이다. 대벌레의 일종이나 진딧물은 단위생식을 하기도 하는데 이런 경우 암컷은 짝짓기를 하지 않고 계속 암컷을 낳는다. 때로는 몸 속에서 새끼의 모습이 선명하게 보일 뿐만 아니라, 그 새끼의 몸 속에서 다시 새끼가 보이기도 한다. 이런 방법으로 짧은 시간 안에 많은 새끼를 낳을 수 있다. 또한 온도에 따라 성이 결정되기도 하는데, 몇몇 종의 모기는 봄철의 물웅덩이가 28도로 일정하게 유지되면 모두 암컷으로 태어난다.

## 다양한 생활 방식

### 물에 사는 곤충
곤충의 진화 과정에서 이룩한 커다란 진보 중의 하나는 물을 떠나 육지에서 살게 된 일이다. 이 일은 곤충들에게 엄청난 다양성을 불러온 원인이 되기도 한다. 이런 다양성의 한 양상으로 다시 물속으로 자리를 옮긴 곤충들도 생겼다. 오늘날의 수서곤충들은 여러 가지 면에서 근본적으로 조상 격인 수서 절지동물과는 다르다. 모든 수서 곤충은 육서 곤충에서 유래했으며, 그들의 해부학적이고 생리학적 특징은 이런 기원을 뚜렷하게 반영하고 있다. 게다가 수서 곤충의 대다수는 민물에서 살고 있지만 이들의 조상 격인 수서 절지동물들은, 오늘날의 수많은 수서 절지동물(특히 갑각류)처럼 바닷물에서 살고 있었다.
육서 곤충의 신체 구조를 갖고 물속에서 살기 위해서는 몇 가지 생리학적인 문제를 해결해야 하는데, 가장 큰 문제는 산소를 얻는 것이다. 육서 곤충들은 기문을 통해 공기 중에서 직접 기체 상태의 산소를 받아들이는데 수서곤충의 경우 이런 구조가 거의 변형되지 않았다. 많은 수서곤충들이 거의 (수면 위에서 미끄러지듯이 움직이는 소금쟁이처럼) 수면 위에서만 산다. 따라서 이 곤충들에게는 물에서 산소를 받아들이기 위한 특별한 호흡장치가 필요 없다.
물속에 사는 곤충들은 빨대와 같은 것을 통해 공기 중에서 직접 산소를 받아들일 수 있다.
하지만 오랫동안 물속에 머물기 위해서는 물에 녹아있는 산소를 이용하기 위한 구조가 필요하다.
하루살이, 실잠자리, 강도래의 유충은 기관 아가미로 물속에서 숨을 쉰다. 기관 아가미는 깃털처럼 가늘게 나뉜 구조 때문에 겉넓이가 커져서 보다 효율적으로 물속에 녹아있는 산소를 흡수 할 수 있다. 물에 녹아있는 산소는 확산 과정을 통해 아가미로 들어간다. 확산이란 높은 농도에서 낮은 농도로 더 많은 분자들이 움직이는 현상으로, 물속의 산소량이 곤충 체내의 산소량보다 많아서 체내로 산소 분자들이 이동하는 것이다. (물속에 녹아있는 기체는 34%가 산소이다)
물속 환경에서 살아가는 곤충들이 직면한 또 하나의 문제는 돌아다니는 일이다. 물은 공기에 비해 밀도가 700배가 되기 때문에 움직이기가 어렵다. 많은 수서 곤충은 수면 위에서 스케이트를 탐으로서 이런 이동성 문제를 해결했다. 소금쟁잇과 곤충들은 끝 부분에 발수성 털이 달려있는 매우 긴 다리를 가지고 있다. 그들의 몸무게는 상당한 넓이에 분산되어있어서 수면 막을 깨뜨리지 않는다.
많은 수서 곤충들은 물속에서 이동하기 위한 특별한 장치가 없어서, 물 밑바닥에 매달리거나 기어 다니며 시간을 보내는데, 부력으로 자꾸 몸이 떠오르기 때문에 먹이를 쫓거나 포식자에게서 달아날 때가 아니면 물풀에 매달려 지낸다.
수서곤충은 그 수가 많고 다양하며 물속 생태계의 먹이 그물에서 비교적 낮은 지위를 차지하므로 서식지의 조건 변화에 특히 민감할 수밖에 없다. 지난 수십 년 동안 물속의 서식지에서 일어난 변화는 대부분, 인류가 환경에 가한 폭력에서 비롯되었다. 살충제, 폐수, 산성비, 오수처리 시설 등으로 많은 피해를 보고 있는데, 그들의 수가 줄면서 물고기 군집의 다양성과 수도 감소하게 된다.
작은 크기에도 불구하고, 수서곤충들은 오염이 일어난 뒤 물속 생태계의 회복을 촉진하는 데 매우 중요한 역할을 할 수 있다. 그들은 유기화학 오염물질이 퇴적물에 흡수되는 속도를 두 배 이상 높여 더 깊게 묻어주는 역할을 하는데, 그 결과 오염물질이 먹이사슬을 통해 이동할 수 있는 위험을 줄여준다.

### 집안의 곤충들
많은 양의 식품을 비축하는 인류의 습성은 곤충들의 삶에 상상할 수조차 없었던 노다지를 만들어 주는 혁명적인 변화를 가져왔다. 인류가 저장하는 모든 종류의 천연 식품과 가공식품에는, 거의 그것만 먹고 사는 곤충들이 딸려있다. 가장 수가 많고 경제적으로 큰 피해는 입히는 곤충은 곡물과 곡물가공품을 먹고 사는 종류일 것이다. 곡식을 먹는 대부분의 저장 식품 해충들은 건조하고 더운 환경 조건에 대한 내성이 매우 높다. 지중해가루명나방은 물 한방 마시지 않고도 수분 함유량 1% 미만인 식품을 먹고 살 수 있다. 인간이 하는 식물성 물질의 가공 과정은 초식 동물이 잘 먹지 못하게 하기 위해 식물이 축적해 놓은 맛없는 독성 물질들을 없애줄 수도 있다.

### 인체에 기생하는 곤충들
기생충은 다른 생물(대개 다른 종)에 손해를 끼치면서 영양분을 얻는 동물이다. 어떤 기생충은 다양한 종의 숙주에 기생하지만, 어떤 기생충은 한 종에만 기생한다.
건강 문제에 관한 한, 곤충이 사람의 가장 큰 적이라는 것은 틀림없는 사실이다. 인류와 몇몇 영장류를 다른 동물과 구별해 주는 해부학적 특징인 엄지손가락이 발달한 까닭이, 친한 친구의 몸에서 기생충을 잡아내는 사회성 행동인 몸단장에 필요했기 때문이라는 주장이 있다.

### 흡혈 곤충
혈관에서 피를 빠는 곤충의 침에는 항응고 성분과 마취제나 진통물질이 들어 있어 숙주의 방해를 받지 않고 조용히 혈액을 섭취한다.

### 포식 기생자
포식 기생자의 대다수는 파리목과 벌목에서 발견된다. 포식 기생자는 숙주가 움직이지 못하도록 마비성 독을 사용해 숙주 안에 알을 낳고, 그 알이 깨어나 숙주의 내부 기관을 먹어 치우며 성장한다. 성장을 마치고 숙주의 몸 밖으로 뚫고 나오면 실낱 같은 목숨을 이어가고 있던 숙주는 결국 죽는다.

## 문화 예술 작품 속의 곤충
곤충의 모양과 빛깔, 감촉에서 나타나는 거의 무한한 다양성은 많은 사람들에게 영감을 주었지만, 동양과 서양의 곤충에 대한 접근 방식은 조금 다르다.
동양은 대개 자연과 화합하는 경향이 있고 (장자의 호접몽), 서양은 자연이 인간의 욕구 충족을 위해 존재한다고 보았다. 세익스피어 카프카, 키프 등 많은 문학작품과 인상주의에서 초현실주의의 미술작품에 영향을 주었다.

### 문학과 언어 속의 곤충
곤충은 부정적 또는 긍정적이든 다양한 분위기와 이미지를 설정하는데 유용하므로 문학의 소재로서 흔히 사용된다. 우리의 시와 소설 등에 대한 곤충 문화에 대한 연구는 없었으나, 나비야 청산가자(청구영언), 반딧불이(정약용), 금롱속의 귀뚜라미, 방우선(이규보), 구더기와 개미(이광수), 귀뚜라미(김소월), 나비춤(정을병), 장수하늘소(이외수) 등의 당대의 유명 작가들의 시조, 시 및 소설에서 그 흔적을 찾아보는 것이 어렵지 않다. 구비문학에서는 더 많은 관련성을 볼 수 있는데 그 대표로서 속담을 꼽을 수 있다. '송충이는 솔잎을 먹어야 산다.' 또는 '쇠똥벌레 떠밀 듯 한다.' 등과 같이 곤충이 관련된 속담을 551구 정도 찾을 수 있고 여기에 등장한 곤충 무리만도 43 무리가 구분된다.
카프카의 《변신》에서는 어느 날 문득 주인공이 커다란 해충으로 변하게 되는데 카프카는 주인공 그레고르 잠자가 변한 벌레가 어떤 곤충이었는지 정확히 밝히지 않는다. 단지 혐오감을 전할뿐이다. ‘변신’에서의 벌레는 한 인간이 사회의 경제적이고 기능적 존재로서의 의무를 이행할 수 없거나 그것을 원치 않을 경우, 산업사회 속에서 무용하고 열등하며 부정적인 존재인 ‘해충’의 이미지를 비유하며 자유를 갈망하는 한 개인의 실존형식과 그것을 추구하는 삶의 태도를 형상화했다. 경제적 능력을 상실한 그레고르가 가족이라는 사회적 울타리 안에서 추방되어야하는 무용한 존재, 해충으로 그려지는 ‘변신’은 결국 인간이 인간으로서의 자유의지를 갖고 행하는 존재에서 자본주의 사회의 이익을 창출하기 위한 수단, 도구로 전락하는 ‘인간소외’를 주제로 한다.
고대 이집트, 마야 그리고 중국의 그림문자와 상형문자에는 곤충의 형태를 차용한 문자들이 많으며, 대부분 나라의 언어에는 곤충이름이나 그의 생산물에서 유래한 것이 많다. 한 예로 폭스바겐의 'Beetle(딱정벌레)'이란 자동차 제품명과 어린이용 출판사인 ‘Ladybird(무당벌레)’를 들 수 있는데 전자는 차의 생김새에서 그리고 후자는 어린이들이 무당벌레를 좋아하므로 상징으로서 이용하게 된 것이다.

### 음악과 무대예술 속의 곤충
곤충은 작곡의 소재, 오페라와 뮤지컬의 주제 또는 곤충자체의 소리를 노래처럼 즐기는 등 다양하게 이용되어 왔다. 작곡의 소재로 이용된 대표적인 것은 림스키코르사코프(Risky-Korsakov)의 ‘The Flight of the Bumblebee’로서 비브라토에서 뒤영벌의 날갯짓을 음악적으로 멋있게 소화하였다. 오페라 중에 Puccini의 ‘나비부인(Madame Butterfly)', 국내에서 최근 공연된 연극 ‘모스키토’와 뮤지컬 ‘개똥벌레’역시 곤충에서 모티브를 얻은 무대예술 작품이다. 곤충자체의 소리를 이용하는 것은 주로 동양권에서 베짱이와 귀뚜라미를 예쁜 함 또는 집에 담아 아름다운 울음소리를 즐겨왔다. 국내의 기록은 이규보의 동국이상국집(東國李相國集)에서 찾아볼 수 있는데, 고려시대 왕의 비첩들은 금롱(金籠)속에 이들을 담아 베갯머리에 두고 노랫소리를 즐겼으며 점차 서민들도 이 습속을 흉내 내어 널리 퍼지게 되었다고 하니 우리의 역사도 중국에 못지않은 것으로 생각된다.

### 회화와 조각 속의 곤충
곤충의 독특한 모습과 다양한 모습으로의 변화, 화려한 색감은 많은 예술가들에 의해 그려지고 영감을 주는 매개체 역할을 해왔다. 초기 유럽 기독교 예술에서 곤충 그림은 다양한 상징으로 이용되었는데 그 중 꿀벌은 성 마리아, 벌집은 교회, 사슴벌레는 죄, 파리는 고통 등을 상징하며 특히 나비는 프시케 여신으로 영혼과 사랑의 징표로서 쓰였다.
현대 서양화에서는 인상주의와 초현실주의의 그림에 영향을 주었고 빈센트 반 고흐의 ‘꽃과 곤충’ 달리(S. Dali)의 'Grasshopper(메뚜기)'와 'Groupings of Ants(개미떼)' 그리고 후터(W. Hutter)의 'Butterflies(나비)' 등은 이 작가들의 표징이 되기도 하였다. 국내에서는 조선시대에 곤충을 그린 화가들로 쇠똥구리 조각품 김제, 김홍도, 신사임당, 심사정, 남계우 등 24명 정도를 찾아볼 수 있다. 특히 민화에서는 일년초나 다년생의 작은 풀과 꽃들 그리고 그 주위에 친화 관계를 유지하며 살고 있는 곤충을 그린 초충도(草蟲圖)가 주를 이룬다. 이들 소재는 남성적이라기보다는 아늑하고 소담하여 여성적이라고 할 수 있어 신사임당과 심사정 등 여성작가의 작품도 많이 볼 수 있다. 이와는 달리 남계우 선생(1811-1890)은 일생을 나비를 애호하고 나비를 많이 그려 ‘남나비’라고 불릴 정도였다. 그가 그린 나비 그림은 사실성이 매우 뛰어나서 대한민국 나비 연구의 태두인 석주명 선생께서는 그림으로부터 37종의 나비를 동정하였고, 이 정보로부터 과거 서울부근의 나비상을 유추하여 볼 수 있을 정도라 하였다.
우리의 조각물로 곤충을 이용한 대형물을 과거 기록에서 아직까지 확인해 볼 수 없었으나, 1998년 평촌신도시의 중앙공원에 똥을 굴리는 '쇠똥구리'(김규민 작)가 만들어졌고, 앞으로 곤충에 대한 인식이 커질수록 증가될 것으로 판단된다.

### 공예품 속의 곤충
대한민국의 고대 곤충을 이용한 금속공예품 수준은 매우 뛰어난 것이었다. 경주의 금관총 고분에서 발굴된 금관에는 비단벌레의 화려한 딱지날개를 이용하여 장식되어 있었으며 함께 출토된 함 뚜껑에도 비단벌레의 딱지날개가 장식으로 이용되었다(조, 1941). 이 같은 비단벌레의 딱지날개를 이용한 장식 기술이 일본으로 건너간 증거로 법륭사(法隆寺)에서 출토된 비단벌레의 딱지날개가 장식된 나라시대의 옥충(玉蟲)상자를 들 수 있다(小西, 1992). 곤충자체를 이용한 공예품으로는 나비 날개를 이용한 장식품이 많다. 주로 남미산의 화려한 푸른빛의 금속성을 띤 모르포(Morpho) 속의 나비를 이용하여 만든 것이 가장 유명하고, 태국 등 동남아시아의 열대산 나비들을 이용한 것도 많이 상품화되어 있다. 이 외에도 누에나방의 고치를 이용하여 꽃을 만들거나 장식품을 만든 경우는 잠업이 행해지는 곳에서 흔히 볼 수 있으나, 북미 인디언과 아프리카 등지의 원주민들은 선사시대로부터 누에나방 이외의 나방 고치를 이용하여 딸랑이, 목걸이, 팔지, 발지, 지갑 등의 장신구를 제작 이용하였다(Peiger, 1997). 곤충을 디자인한 공예품은 크레타문명의 금장식인 'Creatan Hornets(크레타의 말벌)'로 한 쌍의 말벌이 정교하게 장식되어 있고, 이집트 투탕카멘의 18대 왕조인 아옷페(Ahotpe)여왕의 무덤부장품으로 'Order of the Golden Fly(금제파리장식)'은 고대시대의 대표적인 것이다. 대한민국은 역시 신라시대의 금제 나비형 금관 장식이 5-6세기경에 제작된 바 있다. (경주 천마총 출토) 조선시대에는 여성의 노리개로 나비와 매미 형태가 많이 이용되었으며 머리장식인 떨잠의 떨개에는 특히 나비가 많이 사용되어 이를 쓴 사람이 움직일 때마다 흔들려 마치 나비가 움직이는 듯한 느낌이 나게 하였다. 가까운 중국 북부지방인 만주일대에는 여성의 머리장식으로 '동제 비단벌레'가 이용되었다. 문양으로서 곤충으로 고려시대 동경(銅鏡)중에는 나비, 잠자리, 벌 등의 문양이 정교하게 표현되어 있으며, 전통자수에서는 나비와 매미, 그리고 가구의 경첩에서는 주로 나비 문양이 이용되었다.

### 우표 속의 곤충
우표는 그 나라에서 일어나는 각 분야의 시대상과 변천사를 집약, 표현한 예술품인 동시에 그 나라의 역사라고 한다. 곤충 관련 우표는 크게 2부류로 나눌 수 있다. 첫째는 곤충을 상징적 소재로 사용한 것이고 둘째는 곤충 자체의 아름다움을 나타내기 위한 것이다. 국내에서 전자의 상징적 소재로 활용된 우표의 예는 1965년에 발행된 '저축증강운동'을 장려하기 위한 우표로서 '개미와 공장'이 도안되어 있다. 즉 협동하여 먹이를 모아대는 부지런한 개미를 상징으로 사용하고 있다. 후자의 아름다움을 나타내는 것으로는 곤충시리즈 우표로서 미적 가치 또는 친근성을 나타내는 길앞잡이 , 늦털매미, 물방개 등이 도안되어 있다. 또한 크리스마스 씰(seal)로도 30종의 나비와 기타 곤충 등이 도안되어 있다.

### 광고와 시사만화 속의 곤충
일반에 잘 알려진 곤충의 이미지를 목적 또는 상품과 결합시키는 방법으로 광고에서 곤충을 이용한다. 한 예로 사원모집 광고에서 호랑나비가 번데기로부터 우화하여 나는 모습과 '벗을 건 벗자!'라는 표제어를 내고 기존 사고방식으로부터 탈피된 사람을 원하고 있음을 강조하거나 전자수첩 위에 앉아 있는 물잠자리의 모습을 통하여 전자수첩이 상대적으로 매우 얇음을 보여주고, 나비류의 앉는 모습과 '봄바람에 실려 온 기쁜 소식 하나?'라는 표제어로서 자동차의 출시를 기쁜 소식으로 알리고 있는 등 다양하다. 2002년 삼성 센스 Q 노트북 광고에서는 사슴벌레가 노트북 전선을 잘라버림으로써 무선 제품의 광고성과 필요성을 강조하였다. 시사만화(cartoon)에서도 도시 빌딩 꼭대기에 날렵하게 앉은 잠자리의 모습으로 '도시 속의 가을'의 이미지를 떠올리게 하고, 머리띠를 동여 맨 개미의 모습과 '수출전선 개미군단이 다시 뛴다.'는 제목으로 개미의 근면과 노력을 상징하기도 한다. 이솝 우화의 개미와 베짱이 이야기를 풍자하는 시사만화도 있다.

### 역사 속의 곤충
일반적으로 곤충은 중요한 사건의 전환을 일으키게 하면서 인간 역사에 영향을 주어왔다. 14세기 유럽에서는 벼룩이 옮기는 흑사병으로 25백만 명이란 엄청난 인구가 사망하게 되었다. 대한민국에서도 고대로부터 조선시대까지 황충(蝗蟲)이라 하여 마치 메뚜기류만을 지칭한 것처럼 보이나 이는 풀무치, 멸강충, 멸구 등을 함께 지칭한 것이며 이들에 의한 재난을 충재(蟲災)라고 하여 국가의 3대 재난중의 하나로 취급하였다.
곤충은 인간 역사까지 바꿔 놓는다. 1812년 나폴레옹은 러시아 정복을 떠난다. 그러나 러시아에 비해 3배에 달하는 병력과 뛰어난 전투력, 탁월한 무기를 가지고도 나폴레옹은 전쟁에서 패했다. 명장 나폴레옹을 패배하게 만든 건 대포가 아닌 크기 1mm에 불과한 '이'였다. 이가 옮긴 발진티푸스는 나폴레옹 부대를 거의 전멸에 몰아넣었다. 프랑스로 살아 돌아온 병사는 60만 명 중 2만 명에 불과했다. 만약 나폴레옹에게 이에 대한 과학적 대처법이 있었다면 세계지도가 달라졌을지도 모른다.
곤충의 인간역사에 대한 관여는 동방 원정 중에 말라리아에 걸려 죽은 알렉산더 대왕의 일화에서도 확인된다. 작은 말라리아모기 한 마리가 세계지도의 흐름을 바꿨으니 말이다. 또한 곤충은 민족의 고난으로부터 구해주는 역할이나 인류의 문화화를 촉진하기도 하였다. 출애급기에 이스라엘 민족은 사막에서 만나(Manna)를 먹고 허기를 이겼다고 되었는데 이 때의 만나는 위성류라는 식물의 즙액을 빠는 깍지벌레의 분비물이었던 것이다. 누에에서 실크의 생산은 중국에서 5200년 전에 시작되어 기원전 700년인 주나라 때로 이미 실내 사육했다는 증거를 그 당시의 시조로부터 유추해 볼 수 있고, 실크로드(Silk Road)가 생겼을 만큼 중국에게 막대한 경제적 이득을 가져다주었다(Huang, 1987). 18C 코치닐 곤충(Cochineal Insect)이라는 깍지벌레류를 이용한 염료는 세계의 거대 시장을 형성하였다. 꿀이나 밀납의 경제적 가치도 고대로부터 컸기 때문에 대한민국에서도 백제의 태자 여풍(餘豊)이 직접 벌을 길렀고, 고려시대에는 사봉(寺蜂)이라고 하여 사찰의 중요자원이기도 하였다.

### 종교 및 민속 속의 곤충
곤충은 어떤 민족 또는 국가에서 신으로서 숭배의 대상이 된 경우가 많다. 고대 이집트에게 있어 똥풍뎅이 및 쇠똥구리류(Phaeniini족, Coprini족)는 기원전 2200년경인 신왕조시대로부터 기원전 1000년경까지 신으로 존재하였다. 이 외에도 아즈텍(Xochiquetzal: 나비여신), 그리스(Artemis= mylitta: 꿀벌여신), 중국(TschunWan: 작물해충의 지배곤충) 등 여러 문명 발상지에서 종교의식의 대상이었다. 대한민국은 누에를 천충(天蟲)이라고 불렸고, 태양의 사자로 생각하였다. 마을에 따라서는 풍년제나 동제때 선잠신(先蠶神)에게 제사를 지냈고(李, 1991), 국가적으로는 고려 때부터 중국의 잠신인 서릉씨를 모시는 제단을 만들었다고 한다(李, 1992). 그밖에도 무속의 "창세신화”에서 ‘미륵님이 하늘에서 떨어진 벌레를 축사하여 인간이 되어 우리의 조상이 되었다’는 것 등을 비롯하여 여러 편의 무속신화에서 곤충이 신의 활동에 대한 긍정적 또는 악역의 상징을 갖는 것을 볼 수 있다. 민간에서 신앙형태로 믿어지고 있는 속담과 유사한 짧은 어구가 속신어인데(최 1995) 예를 들면 '귀뚜라미가 방안에서 울면 복이 들어온다.' 또는 '비가 오려면 개미가 둑을 쌓는다.' 등이 있다. 이런 속신어들 중에서 곤충(기타 절지동물포함)이 관련된 어구만도 265구를 찾아 볼 수 있고 이들 가운데 어느 정도 무리가 분류될 수 있는 곤충군만도 11목 25개의 곤충무리가 된다.

### 놀이 속의 곤충
살아있는 여러 종류의 곤충들이 진귀성이나 교육적인 측면에서 애완동물(pets)로 이용되어 왔고 최근에 국내에서는 이들을 정서곤충(情緖昆蟲)이라고 불리기도 한다. 중국은 황제가 베푼 연회에서 반딧불이를 대량으로 방사하여 즐거움을 더 했다고 하며(Huang, 1987), 대한민국의 조선시대 남사당의 놀이판에서는 광솔불과 반딧불이의 불빛이 잘 어우러져 신비한 느낌을 자아냈다는 기록이 있다. 일본에서 귀뚜라미류는 특유의 아름다운 소리를 즐기기 위하여 과거로부터 지금까지 사육되어 오고 있으면서 최근 들어서는 장수풍뎅이와 사슴벌레가 진귀성과 호기심 그리고 자연관찰 교육의 일환으로 더 많이 판매되고 있다(小西, 1992). 대한민국에서도 어린이들이 곤충을 잡아서 또는 잡는 과정을 놀이로 즐겼는데 그 중 '풍뎅이돌리기’, ‘잠자리잡기’, ‘개똥벌레잡기’, ‘방아깨비와 방아짓기’ 등 지역별로 민요와 함께 행하던 것이지만 지금은 거의 사라져 버렸다. 최근에는 장수풍뎅이, 사슴벌레, 물방개 등을 사육하여 판매하는 등의 곤충 산업이 활성화되고 있다. 중국에서 곤충의 행동을 모방한 놀이의 한 형태로써 사마귀가 먹이를 잡는 동작을 본떠 만든 당랑권도 있다. 곤충은 어린이들 뿐 아니라 어른 놀이의 대상이었다. 중국에서 고대로부터 귀뚜라미를 싸움시켜 도박을 즐겼는데 1949년 공산화 이후 드물어지고 문화혁명이후 금지가 되었으나, 최근 다시 시작되고 있으며 북경에는 "귀뚜라미싸움협회"가 생겨났을 정도로 활기를 띠고 있다(Pemberton, 1994). 반면에 서양에서는 벼룩 서커스가 한때 널리 주목을 끌었던 적이 있으나 지금은 보기가 어렵다. 최근 대한민국에서도 곤충이 장난감이나 디자인의 모델이 되고 있다. 여러 종류의 곤충 표본을 닮은 단순한 세트로부터 곤충 만화영화인 '벅스 라이프(Bug's life)'의 주인공 곤충을 캐릭터로 제작한 장난감이 특정 상품의 사은품으로 제공되고 있다.

## 같이  보기
- 곤충학
- 애벌레
- 애완곤충
- 곤충기호증
- 식용 곤충
- 위생 곤충

## 참고 문헌
- 권혁준 (2006). “카프카의 『변신』에 나타난 신화적 계기들”. 《카프카연구》 16: 5-30.
- 김진일 글, 이원규 사진, 《우리가 정말 알아야할 우리 곤충 백가지》, 현암사, ISBN 978-89-3231-141-8
- Hogue, C L (1987년 1월). “Cultural Entomology”. 《Annual Review of Entomology》 32 (1): 181-199. doi:10.1146/annurev.en.32.010187.001145.
- 이태필 (2017). 〈남계우〉. 《한국민족문화대백과사전》. 2025년 5월 10일에 확인함.
- P.J. Gullan, P.S. Cranston, 이상몽 외 역, 《곤충학 - The Insects, an Outline of Entomology》제3판, 월드사이언스, ISBN 978-89-5881-174-9